# 三菱ふそう・エアロミディMK
エアロミディMK（AERO MIDI MK）は、三菱ふそうトラック・バスが製造・販売していた中型バスである。路線仕様と観光・自家用仕様があり、シリーズ途中からは全長10.5mクラスの中型長尺車もラインナップに加わった。エアロミディシリーズの原型となった車種であり、小型バスのエアロミディMJ、エアロミディMEが派生車種として誕生した。
この記事では三菱自動車工業が発売してきた、エアロミディMKシリーズの前身となる中型バスについても記述する。また、かつて発売されていた日産ディーゼル工業（現：UDトラックス）からのOEM車種であるエアロミディ-Sについても記述する。

## 1970年代までの観光バス・路線バス

### MR620
1965年に発売された三菱最初の中型バス。呉羽自工製の前後同一プレスボディを架装し、そのスタイルの良さで注目を浴びた。最高出力110 PSの6DS1型エンジンが搭載されており、性能的にもクラストップを誇った。
1967年にボディデザインが変更され、オーソドックスな観光バス風スタイルになった。このときの基本スタイルが、1980年代初めのMK116系にまで引き継がれることとなる。

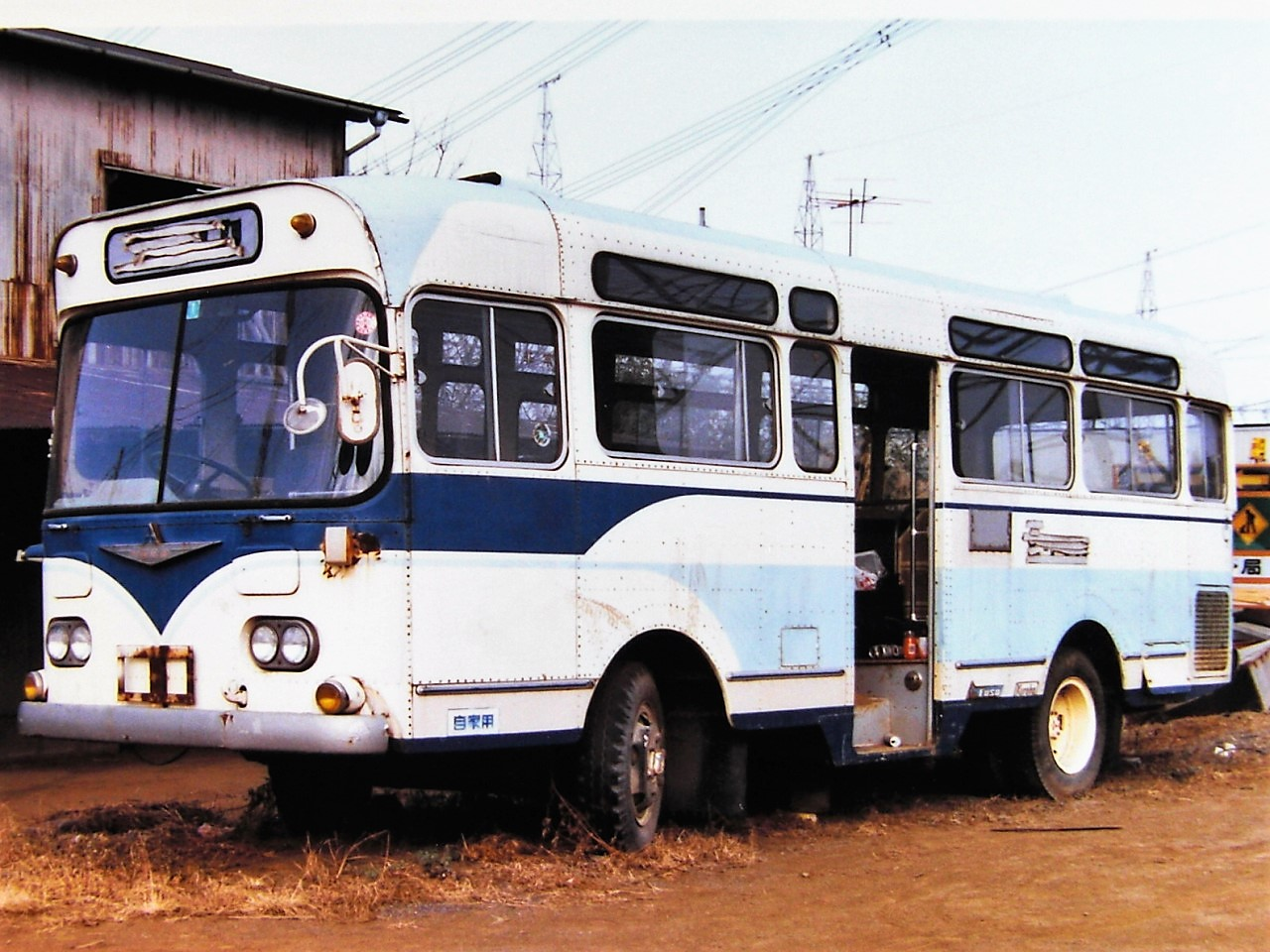
MR620 最初期型 (廃車体) 元自家用
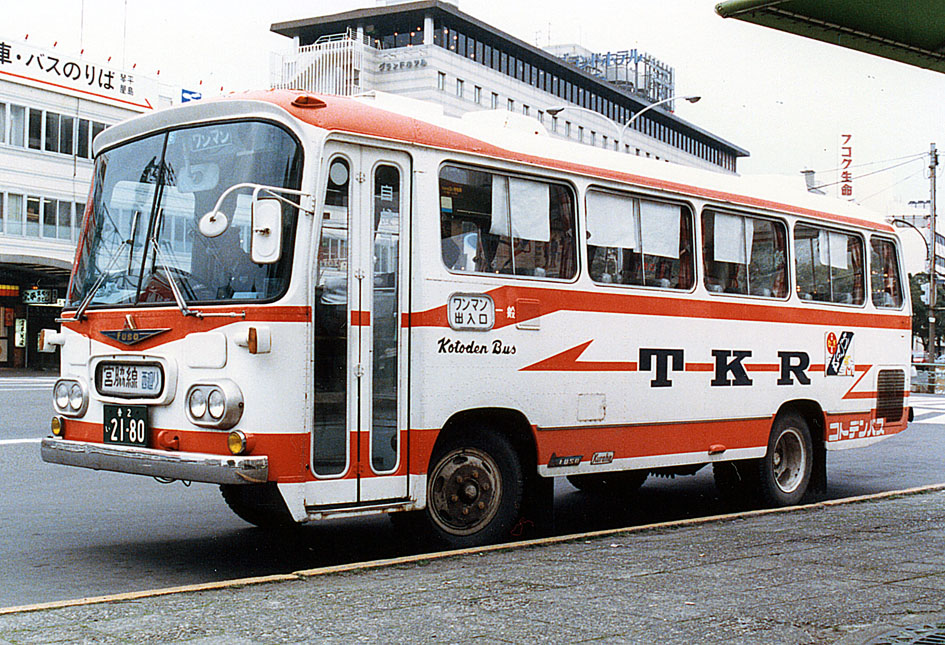
MR620 コトデンバス

### B6系
| B623B 東急バス 東急コーチ1号車電車とバスの博物館 展示車両  |  | B623B 東急バス 東急コーチ1号車電車とバスの博物館 展示車両 |
| B623B 東急バス 東急コーチ1号車 電車とバスの博物館 展示車両 |  |                                                           |

MR620型の後継シリーズとして1970年に登場。車体長にバリエーションが与えられ、MR620と同じ7.8mボディのB620B、路線向けに2扉仕様も可能とした8.6mボディのB620Eの2モデルとなった。エンジンは共に6DS5型（122PS）である。
1972年にモデルチェンジが実施され、6DS7型エンジン（135PS）を積むB623B（7.8 m級）・B623E（8.6 m級）、6DS3型エンジン（125PS）を積むB622B（7.8 m級）の3モデルへと増強された。1974年にはヘッドライトを取り囲むベゼルの形状が丸形から角形へと変わり、顔つきが若干変化している。

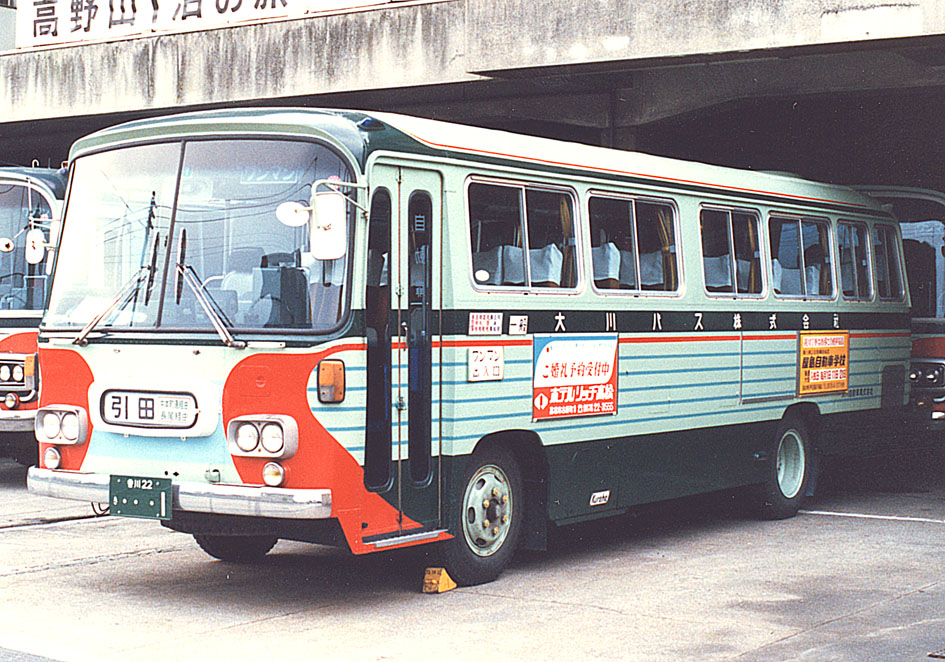
B623E 大川自動車
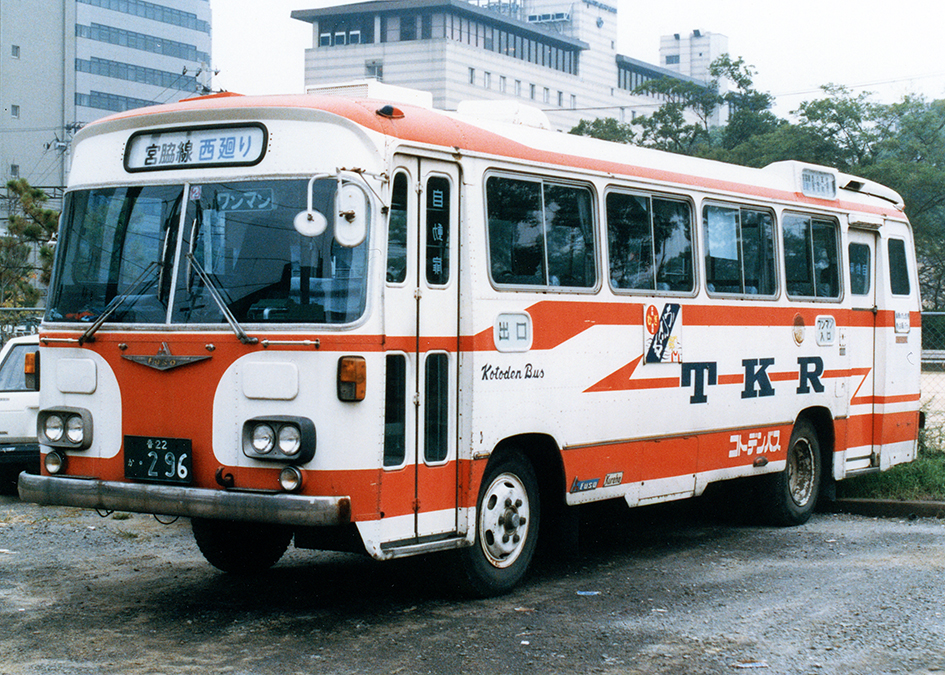
B623E コトデンバス
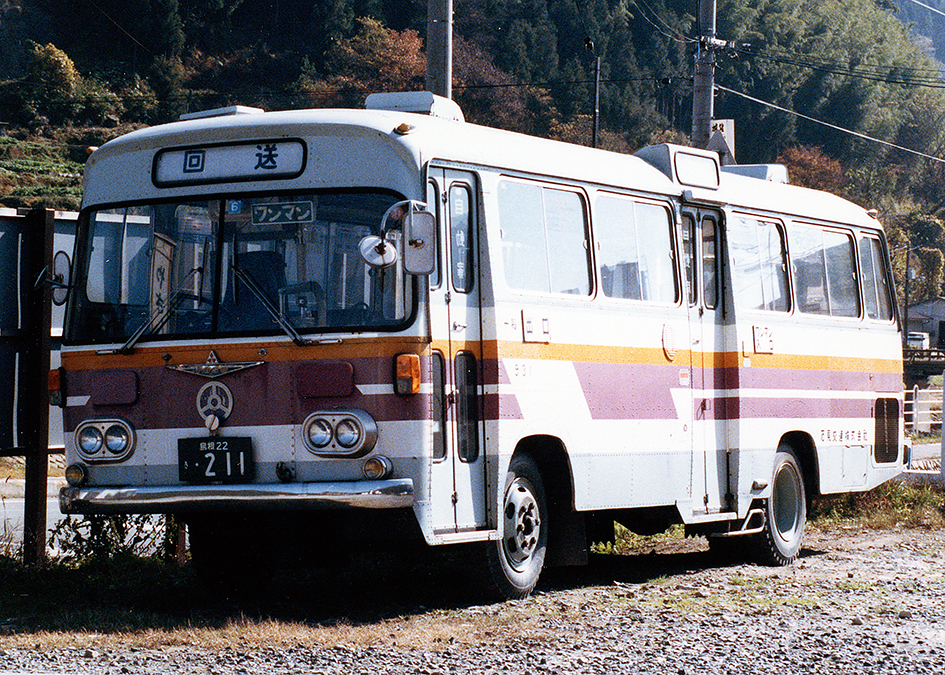
B623E 石見交通

### MK103H
1974年登場。外観はB623E型と大差ないが、エンジンが6D10型（140PS）となり、リアオーバーハングがB623E型に比べて10cm延長されている。

### MK115系
1976年登場。B622B・B623Bを引き継ぐ短尺サイズのMK115F、B623E・MK103Hを引き継ぐ中型標準サイズのMK115Hの2モデルが設定された。三菱初の中型車用直噴式ディーゼルエンジンとなった6D14型エンジン（160PS）が搭載されている。
この代から観光仕様と路線仕様の側窓が造り分けられるようになり、路線仕様はメトロ窓から一般的な2段昇降式アルミサッシに改められた。なお、観光仕様は従来通りのメトロ窓である。

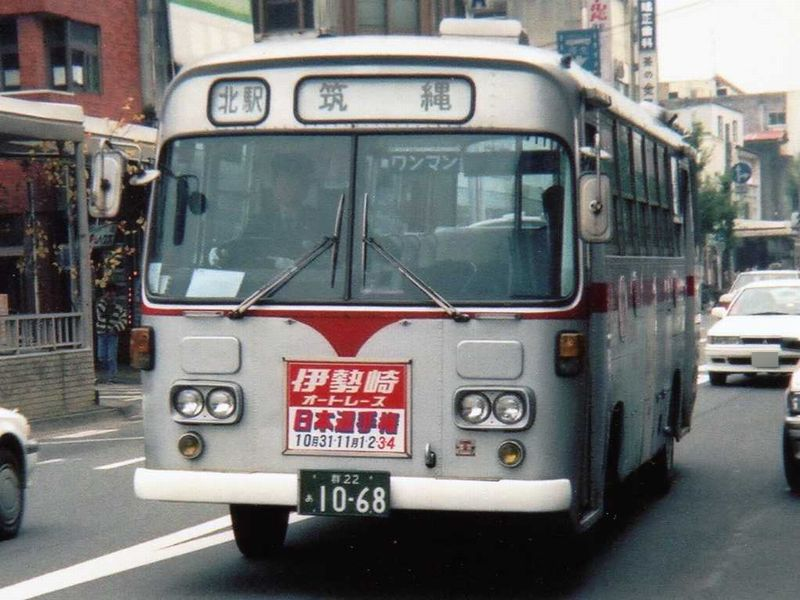
MK115H 群馬バス
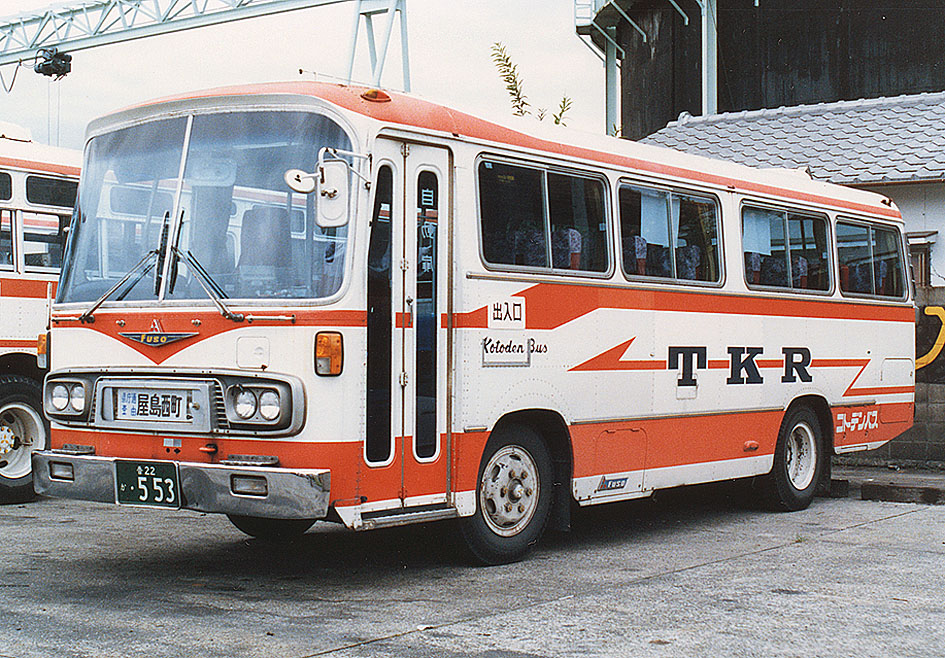
MK115F コトデンバス
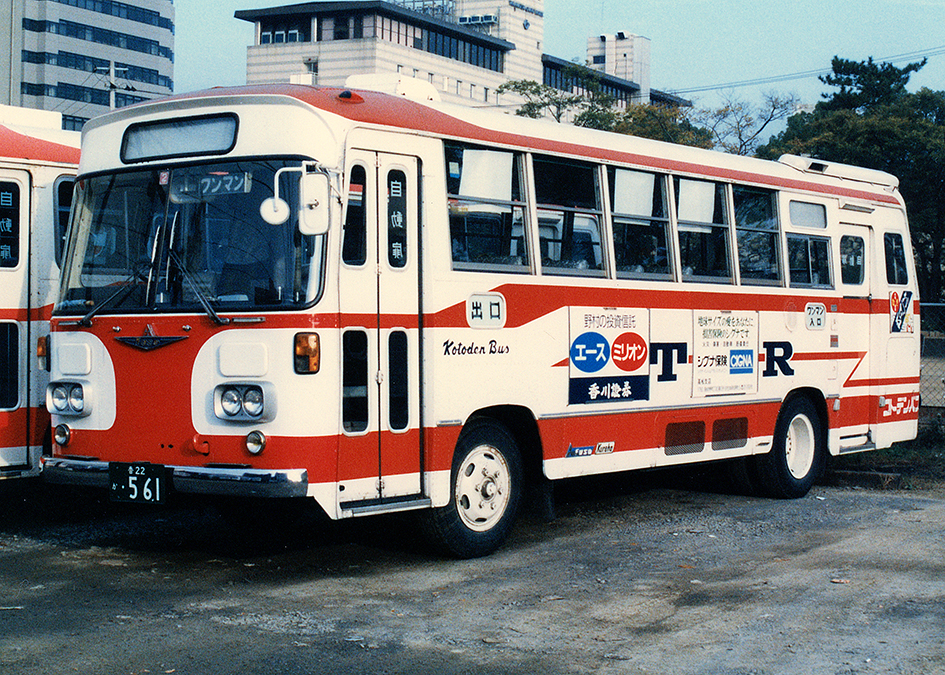
MK115H コトデンバス

## 路線型

### K/P-MK1/5系
1979年、業界初の昭和54年排出ガス規制適合中型バスとして誕生した。車体長のバリエーションは従来通りであるが、型式数字が115から116に変更され、排ガス規制記号も付加されてK-MK116F型/H型となった。エンジンはクラス最強の6D15型（170PS）で、ミッションはロッド式の直結5速MTである。
1981年には呉羽製車体がキュービックスタイルのスケルトンボディに生まれ変わり、標準尺車の車体長が9mに延長されてK-MK116J型となった（短尺車についてはボディスタイルの変更のみで、型式に変化はない）。
さらに1983年にはエアサス車（K-MK516F型/J型）が追加され、間もなく昭和58年排出ガス規制対応によって全型式の規制記号が K- から P- に変わっている（例：K-MK116J → P-MK116J）。
1986年にはMK7m車の登場により「エアロミディ」の愛称が与えられた。

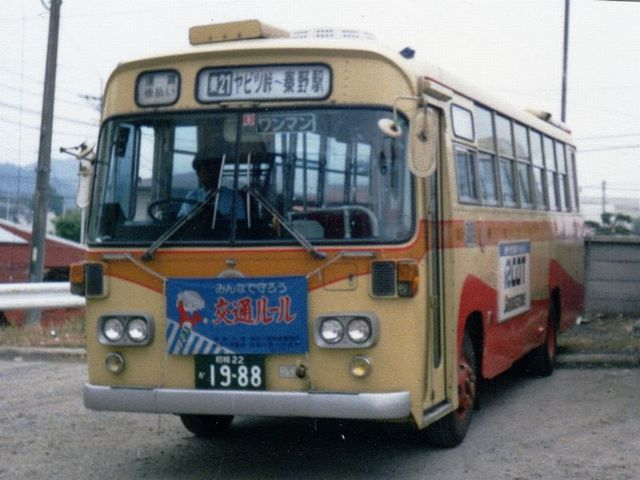
K-MK116H 神奈川中央交通
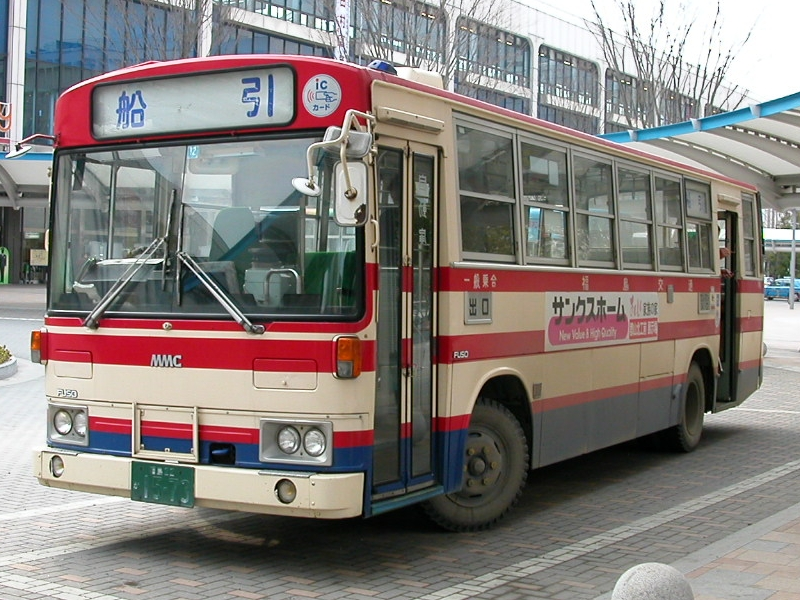
P-MK116J 福島交通
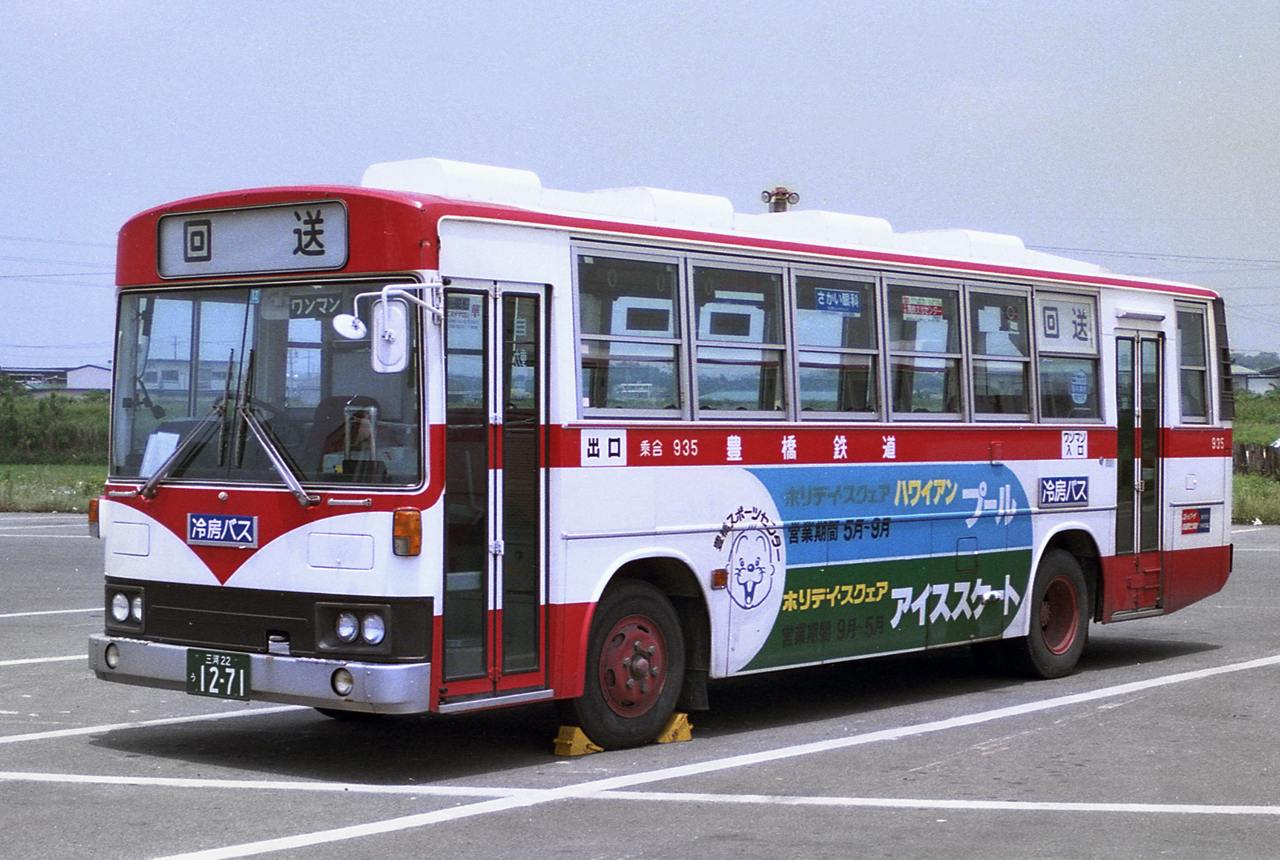
P-MK116J 豊橋鉄道

### P/U-MK1/5系
1988年1月に発売された。前期車は先代後期車と同じP-MKだが、先代がP-MK116/516系であるのに対し、こちらはP-MK117/617系である。ボディスタイルが大幅に変更され、当時の大型路線車・エアロスターKと共通性を持つデザインとなった。エンジンは最高出力185PSの6D16型である。車体長・ホイールベースや足回りのバリエーションは従来通り。
ミッションは従来どおり5速MTだが、このモデルからオプションでフィンガーコントロールトランスミッションが設定されるようになった。1989年より設定されているほか、メーターパネル内にシフトインジケーター（デジタル表示）が搭載される。
モデル中期の1990年7月には平成元年排出ガス規制に対応、規制記号が P- から U- に変更されている。マフラーの形状が変更され、エンジン音がP-代とは異なるものになっているほか、バックブザーの音がP-代とは異なる。
ヘッドライトは丸形が標準であるが、角形ライトもオプション設定されていた。ただし採用例はあまり多くはない。
このモデルでは輸出仕様も存在し、香港の九龍バスがアリソン製ATを搭載したモデルを導入している。また台湾にはシャーシのみ輸出し、現地製の車体を架装した車両が存在する。

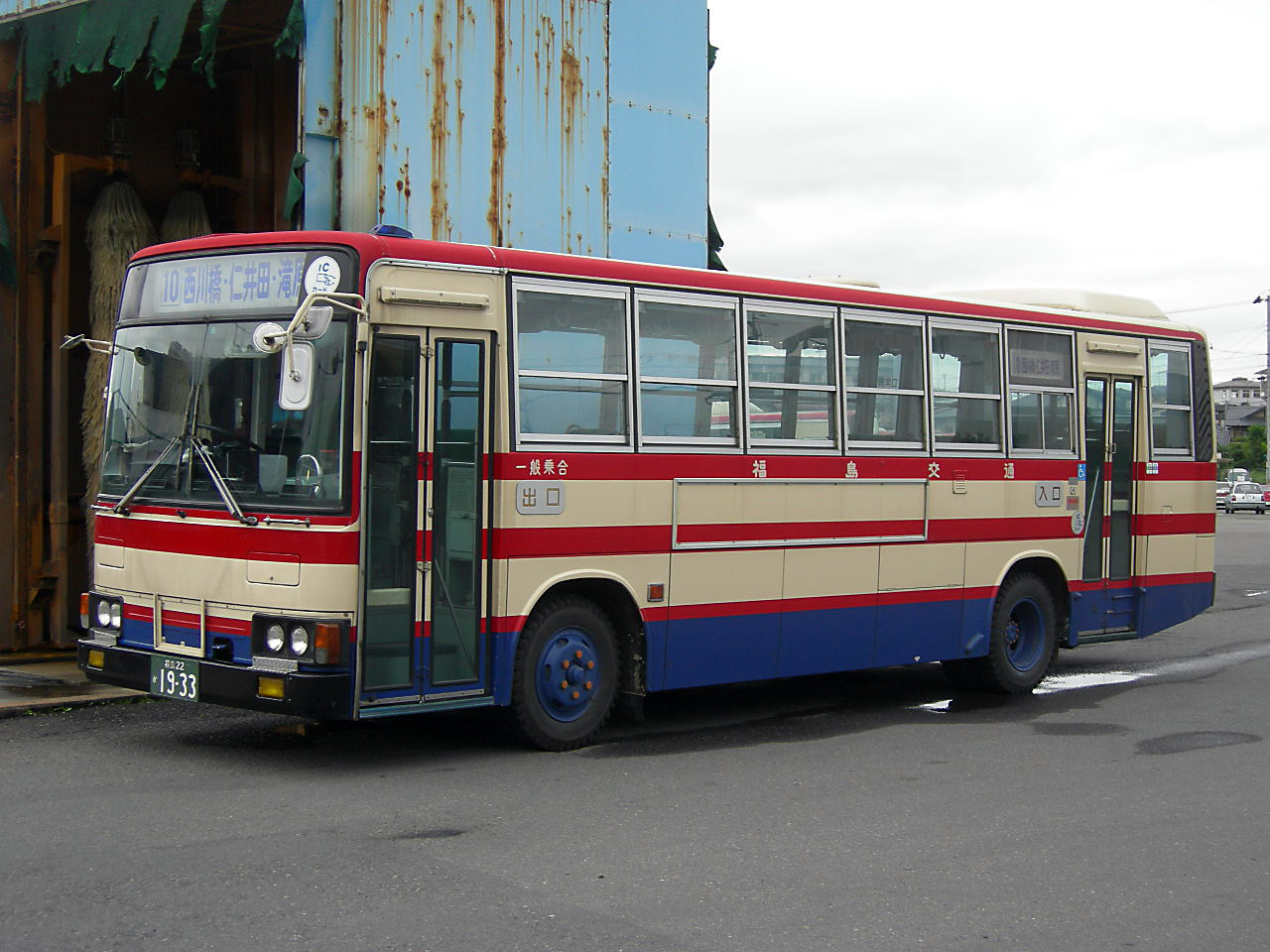
P-MK117J 福島交通
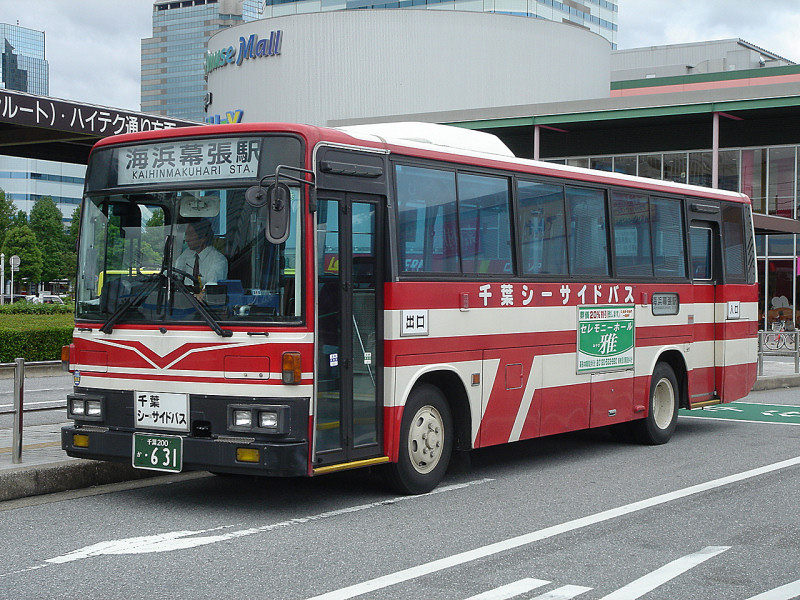
U-MK117J 千葉シーサイドバス 角形ライト仕様
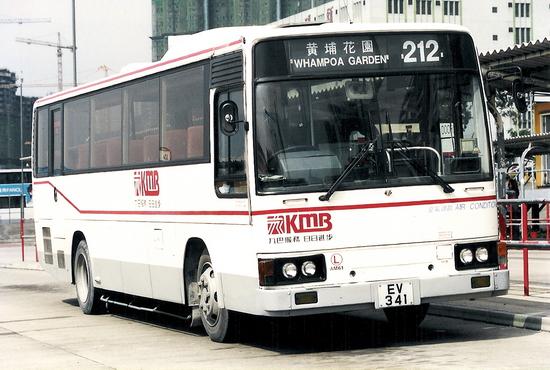
MK117J 九龍バス 輸出仕様
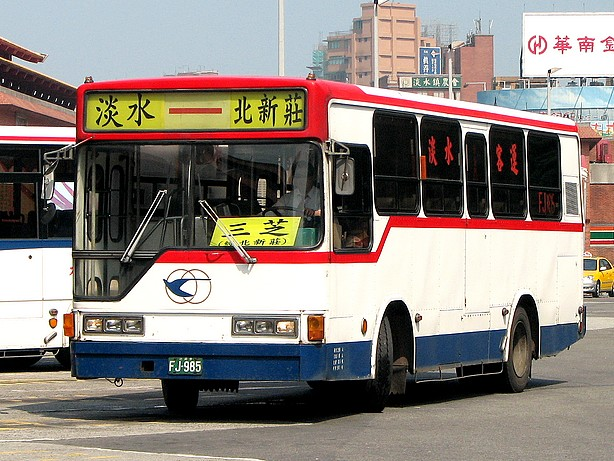
MK117JL 淡水客運 輸出仕様

### U-MK2/6系
1993年9月に発売された。先代後期車と同じU-MKだが、先代がU-MK117/517系であるのに対し、こちらはU-MK218/618系である。ボディーが三菱自動車バス製造製にモデルチェンジするとともに、エンジンはOHV12バルブの6D17型を搭載。出力は210PSに向上するとともに、排気量が先代の7.5 Lから8.2Lに大きくなり、KK-代まで採用された。エンジン大排気量化に伴い、エンジン音が先代とは異なり非常に重みのあるものとなった。
フロントマスクが角形4灯ヘッドランプをバンパーに組み込んだ意匠に変更されると同時に、リヤコンビネーションランプがバンパーへH型に組み込まれた意匠になり、KK-代まで採用された。オプションで上部にも補助ランプを取り付け可能で、例としてウインカーおよびブレーキランプの組み合わせや、ブレーキランプのみの取り付けが可能であった。
またテールランプには、いわゆる日乗協型の「バス協テール」は使用されなくなった。
ステアリング・ホイールの形状や、メーターパネルなどの運転席周りも、前年に発売されたエアロバス・エアロクイーンと同じタイプに変更されている。このモデルまでマフラーの位置が左側になっていた。ただし京阪バスでは右側に改造されるなど、事業者独自の改造仕様も存在する。
ミッションは5速MT（ロッド式が標準で、フィンガーコントロールトランスミッションはオプション）に加え、トルコン式3速ATもオプション設定された。大阪市営バスではKC-代を含めすべてAT車で導入されている。
また、西日本車体工業がワンステップバスを1990年代初頭から特別対応で設定しており、九州地方で導入例がある。改造扱いとなる。
このモデルにも輸出仕様が存在するが、輸出仕様車のエンジンは6D14を搭載しているため型式はMK217Jとなる。また輸出仕様は排出ガス規制に伴う改良を受けていないため、KC-車以降に準じたモデルは存在しない。

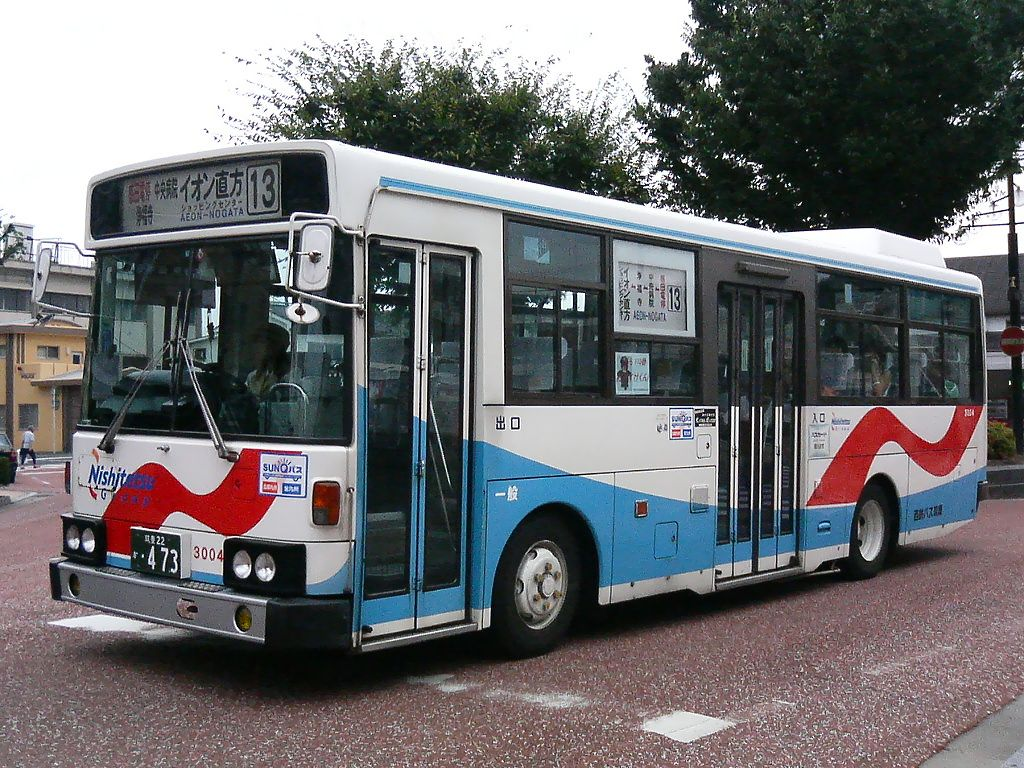
ワンステップバス U-MK218J改 西鉄バス筑豊
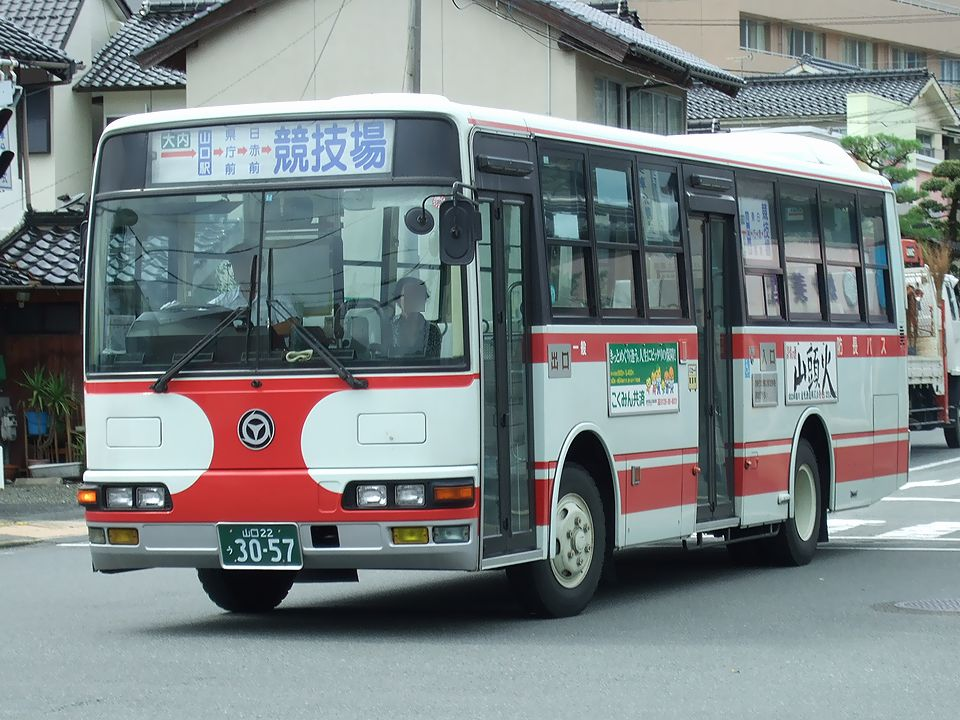
U-MK618J 防長バス
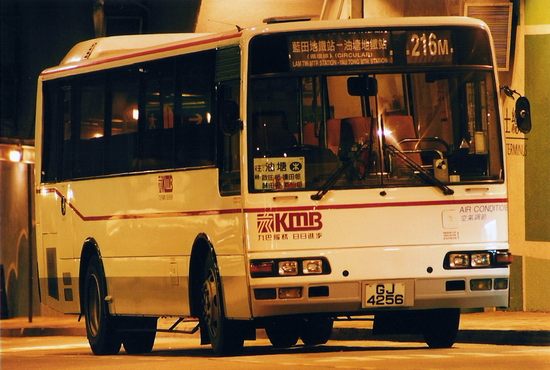
ツーステップバス MK217J 九龍バス

### KC-MK2/6系
1995年6月に発売された。短期規制（平成6年排出ガス規制）に対応してマイナーチェンジされ、エンジンはOHV24バルブの6D17-I(220PS/2900rpm)に変更された。
U-MK218/618代と外観は変わらないが、マフラーの位置が右側に変更されたほか、リアのルーバーの形状が少し変更されている。また、アイドリングストップシステム (ISS) がオプションとして設定されるようになった。
1998年5月の一部改良では、衝撃吸収式ステアリング・ホイールが装備された。また、メーターパネル内の警告表示部分にLED式表示灯が採用されたほか、それまで改造扱いだった前中扉ワンステップバスが正式に型式認定を受けた。
都営バスではツーステップバスながら床面を下げた低床仕様車を導入したが、改造扱いとなり型式名はKC-MK219JUF改となる。また、北九州市交通局には西日本車体工業製車体（58MC）の車両が導入された。

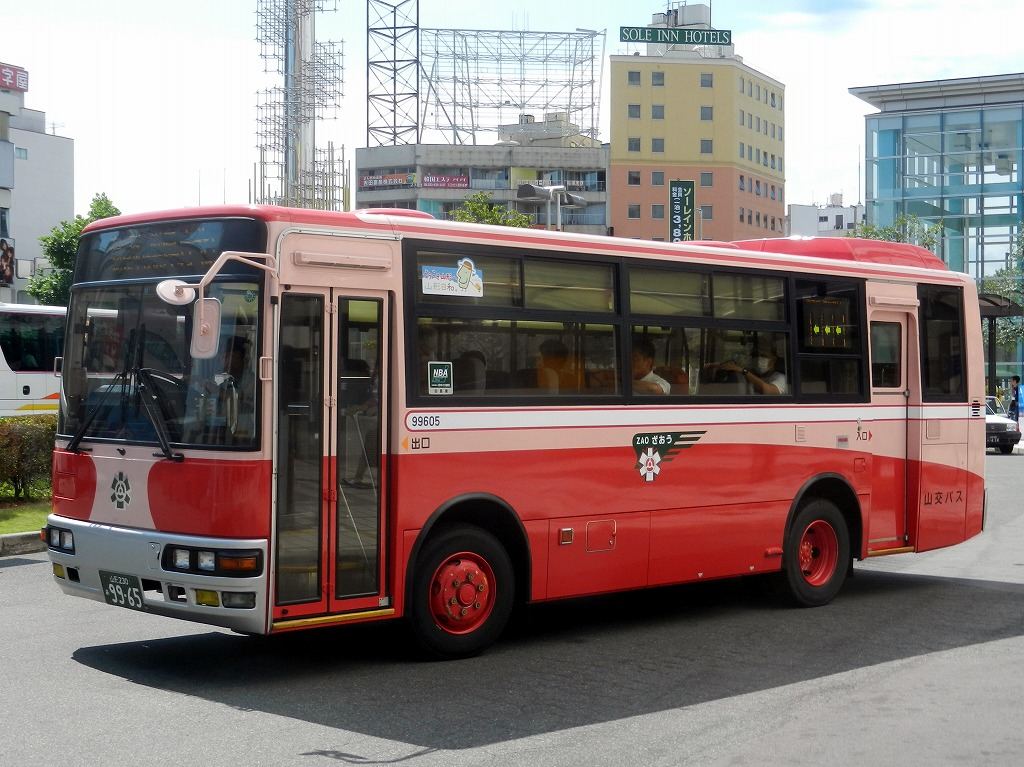
KC-MK619F改 山交バス
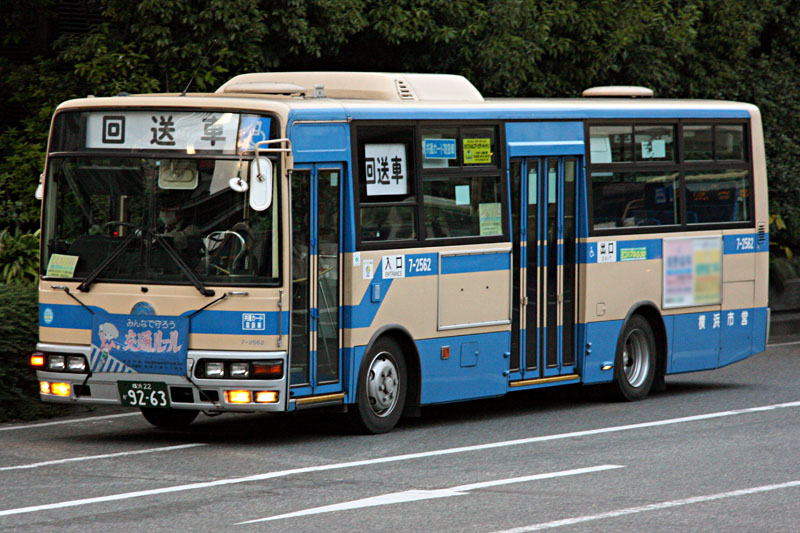
KC-MK219J 横浜市営バス
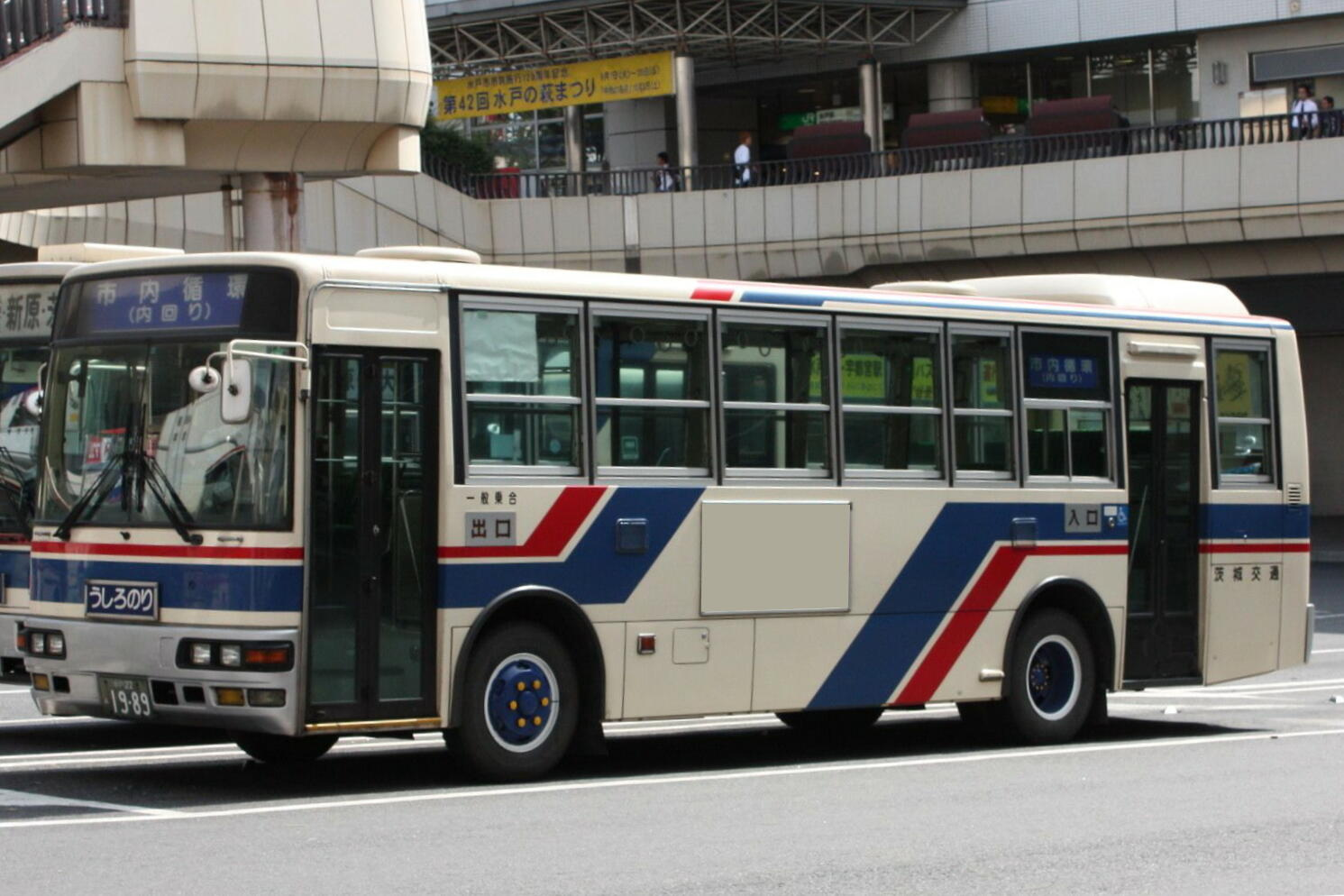
KC-MK219J 茨城交通
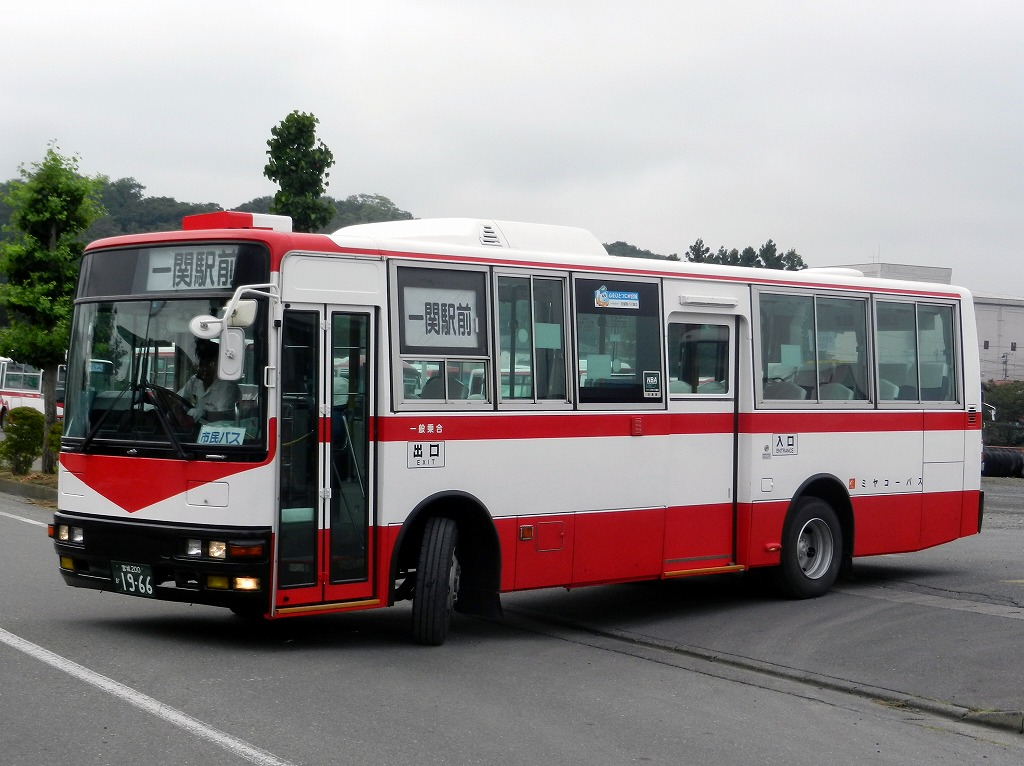
KC-MK619J ミヤコーバス

### KK-MK2系
1999年7月に発売された。長期規制（平成10年排出ガス規制）に対応し、エンジンがOHC24バルブの6M61-3(225PS/2900rpm)に変更され、エンジンの音もKC-代とは大きく異なるものになった。またホイールパーク式駐車ブレーキが装備された。
9mワンステップバスはリーフサスと2001年に登場したエアサスの2種類を設定する。なお、このモデルでは5MT車（9mクラス）において、リーフサス車とエアサス車ではファイナルギアの設定が異なり（リーフサス車=5.428、エアサス車=4.875）になっていて、10.5mノンステップ車は前者と同様であった。ノンステップ車とワンステップ(エアサス)車は中扉機能はエアロスターと同じである。
ミッションはフィンガーコントロール式5速MT（ツーステップバスではオプション）、5速AT（オプション）を設定。またオプションとしてアイドリングストップシステム（10.5m車は標準装備）、ABSなどが設定された。
中扉仕様は引戸が標準だが、2枚折戸および4枚折戸も選択可能であった。ただし8.2m車（短尺車）には4枚折戸は装着できない。また、10.5mノンステップ車では引戸のみの設定である。サイドウインドウは、先代までは上下引き違いが標準となっていたが、今回より逆T字型が標準となっている。色はシルバーとブラックが選択可能で、先代からの上下引き違いの採用例もあった。
発売当初はツーステップバスおよび8.2m車（短尺車）もあったが後に廃止された。2002年10月頃にラインナップ整理が行われ、8.2m車およびツーステップ車は廃止されたほか、9m車については前・中扉仕様のみになった。同時にミッションもフィンガーコントロール式のみの設定となりロッド式は廃止され、ステアリング形状などが変更された。2002年11月にはノンステップバス（10.5m車のみで、9m車は7m車とともにMJ系で設定）が発売された。なお、10.5mノンステップ車の排出ガス規制記号は、ジェイ・バス（日野自動車・いすゞ自動車）・日産ディーゼルのKL-に対し、当モデルは車両総重量が12t未満のためKK-となる。
型式は以下のとおり。
| 1999年-2002年                             | Wb 3.77 m 全長 8.2 m | Wb 4.375 m 全長 9 m | Wb 4.39 m 全長 9 m |                       |
| エアサスツーステップ エアサスワンステップ |                      |                     | KK-MK25HJ          |                       |
| リーフサスツーステップ                    | KK-MK23HF            |                     | KK-MK23HJ          |                       |
| リーフサスワンステップ                    |                      | KK-MK23HH           |                    |                       |
|                                           |                      |                     |                    |                       |
| 2002年-2005年                             |                      | Wb 4.375 m 全長 9 m | Wb 4.39 m 全長 9 m | Wb 5.56 m 全長 10.5 m |
| エアサスワンステップ                      |                      |                     | KK-MK25HJ          |                       |
| リーフサスワンステップ                    |                      | KK-MK23HH           |                    |                       |
| エアサスノンステップ                      |                      |                     |                    | KK-MK27HM             |

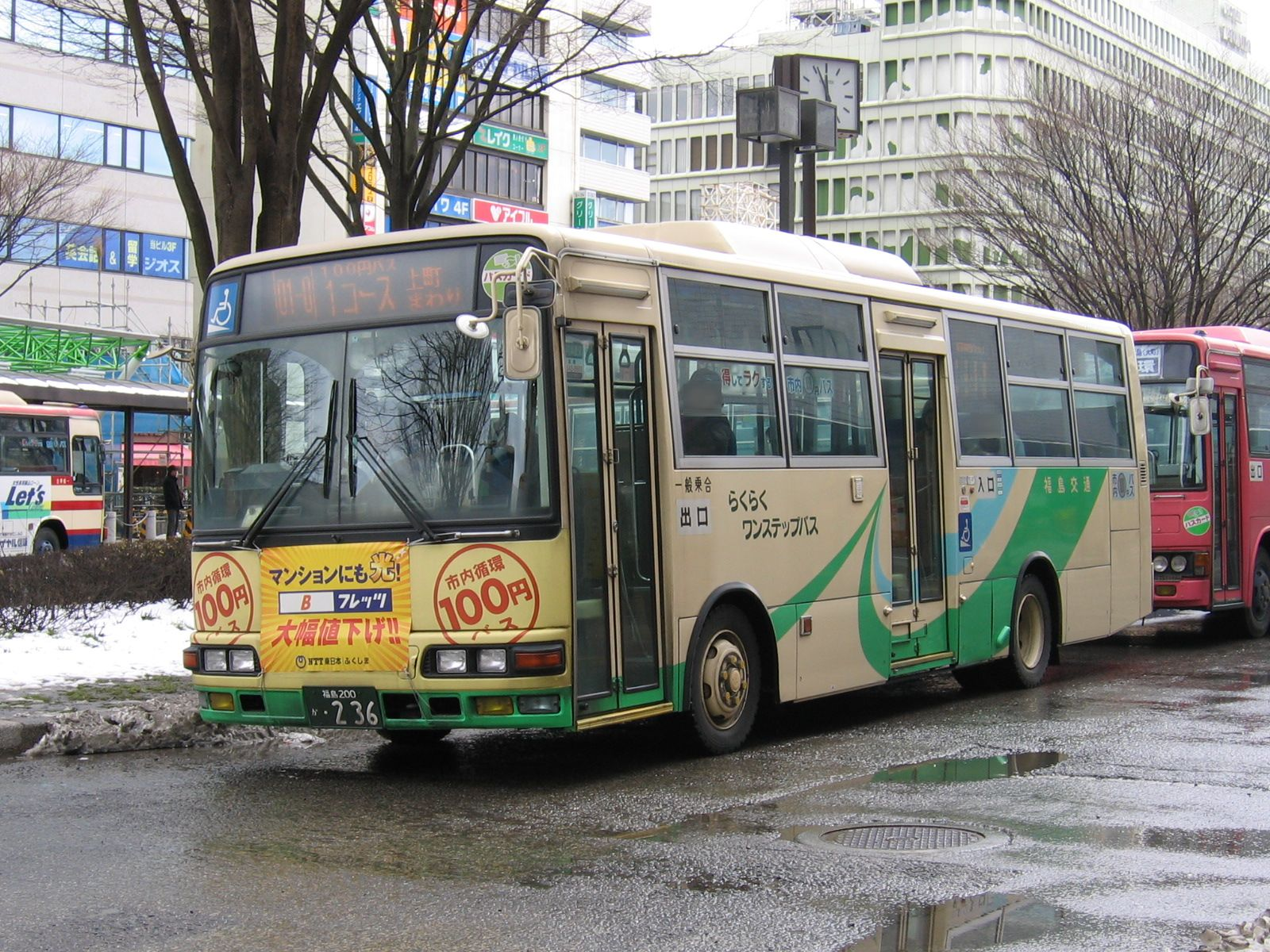
KK-MK23HH 福島交通
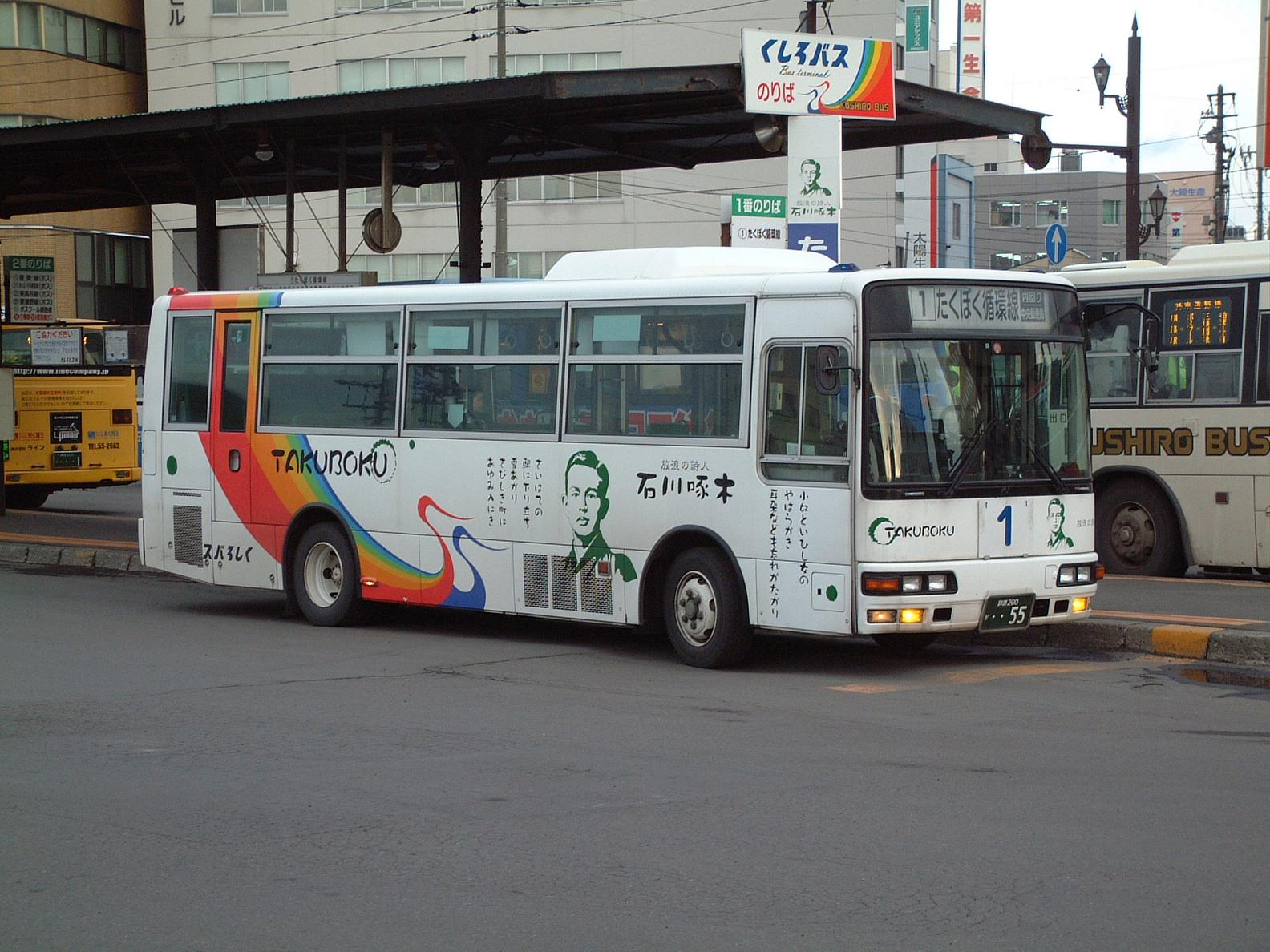
KK-MK23HH くしろバス
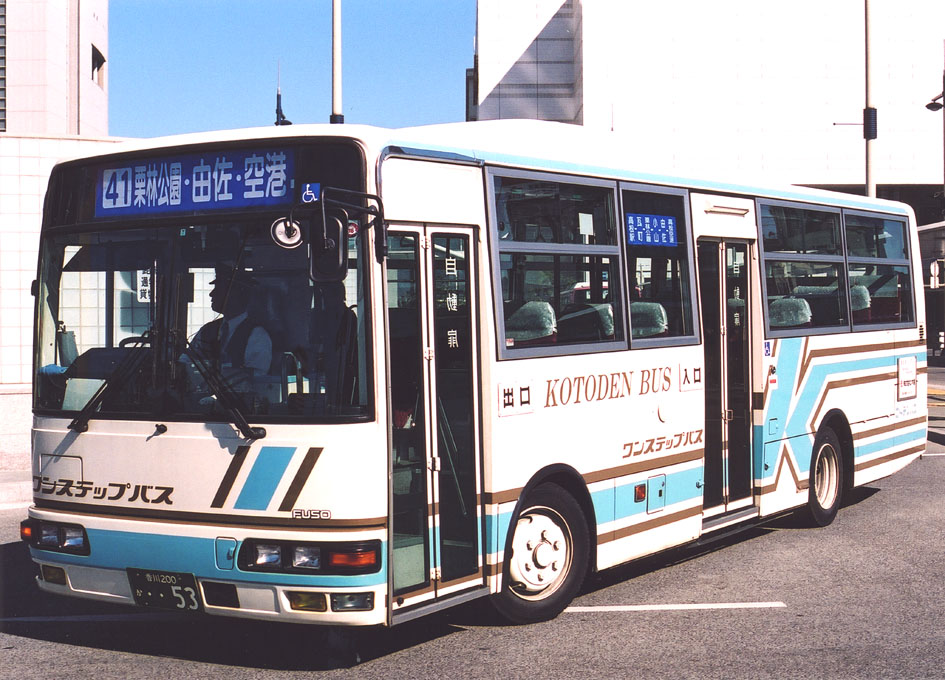
KK-MK23HH ワンステップ ことでんバス
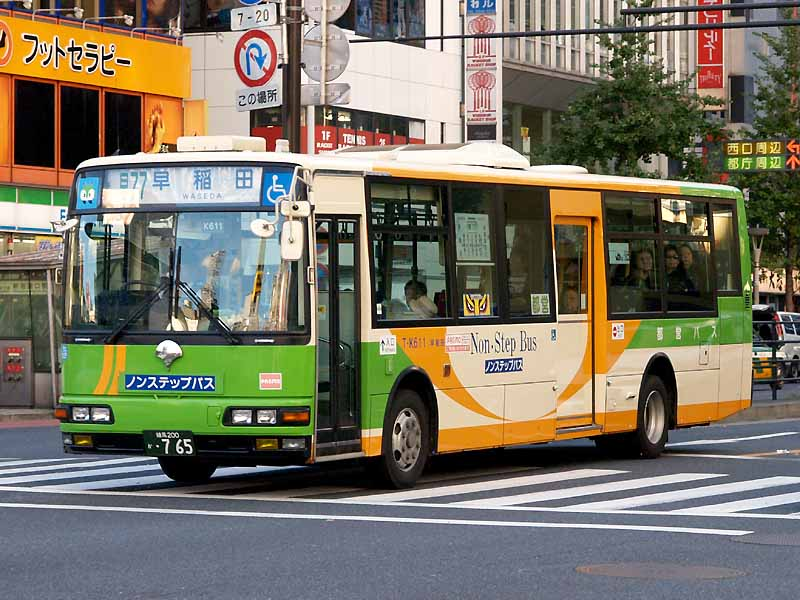
KK-MK27HM 都営バス
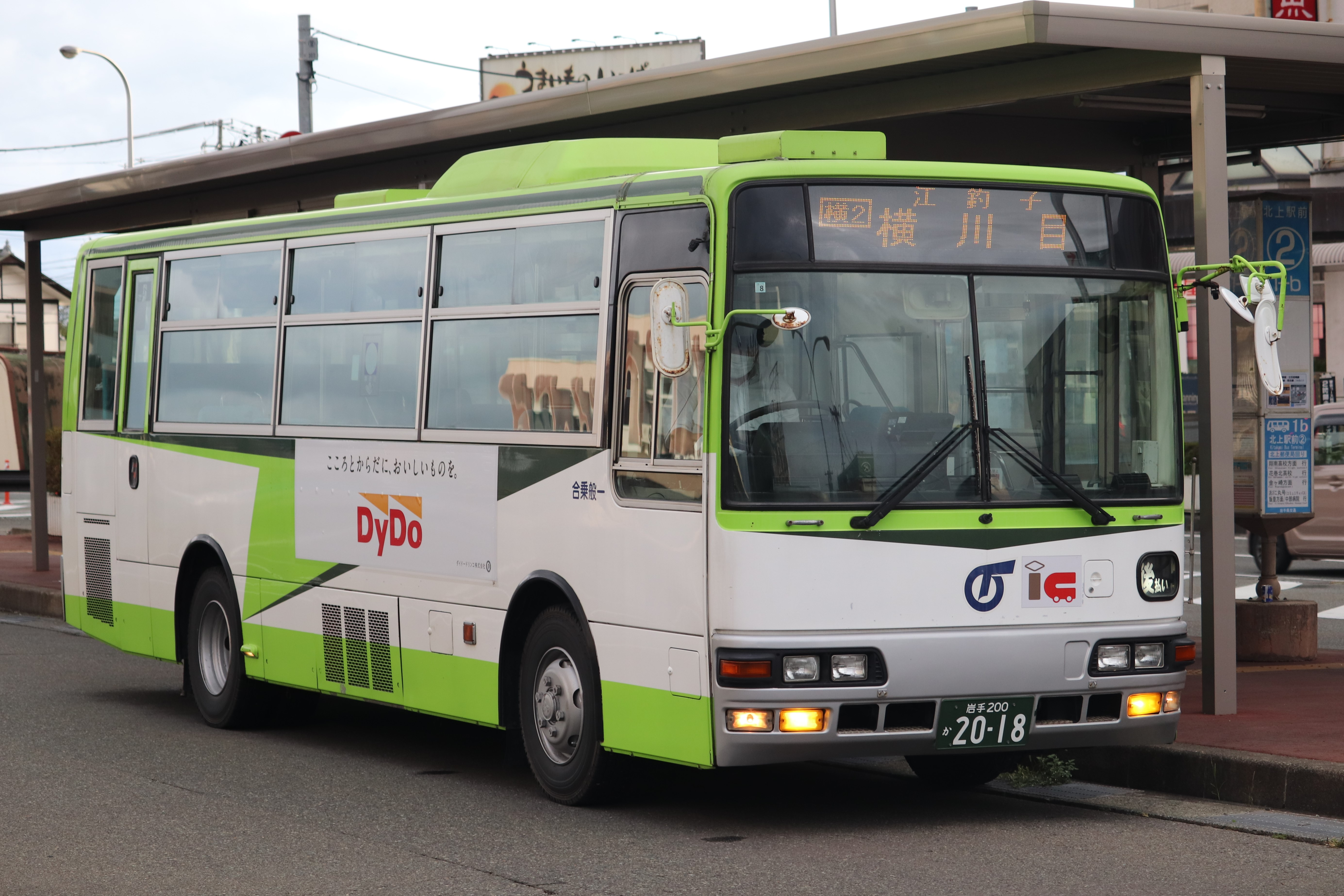
KK-MK23HJ 岩手県交通

### PA-MK2系
2004年12月に発売された。エンジンは2005年に新短期規制に適合するため、インタークーラーターボ付きのOHC24バルブの6M60(T1)(240PS/2700rpm)で5速MTが設定された。9mノンステップ車にのみオプションで5速ATが設定された。ATを採用した例は非常に少ないと思われる。例として仙台市交通局に2台が導入された。またテールランプのデザインも変更された。
ラインナップは、発売当初は9mノンステップ車および10.5mノンステップ車の2種類だったが、2005年秋に9mワンステップ車も加わった。特に9mノンステップ車は横置きエンジンのエアロミディMJ9mに代わって登場したものでエンジンは縦置きに搭載されていた。
今回からエアサス車のみの設定となりリーフサス車は廃止された。エンジン出力向上に伴い、9mと10.5m車のファイナルギアが4.875に統一された。
このモデルは、三菱リコール隠しの影響により販売台数が伸びなかった。2007年8月に生産を終了したが、エアロミディMKとしては2011年12月からのSKG-MK27FHまで製造・販売は行われず、その間はエアロミディ-Sが発売されていた。
型式は、10.5mノンステップ車はPA-MK27FM、9mノンステップ車はPA-MK27FH、ワンステップ車はPA-MK25FJとなっている。
型式は以下のとおり。
|                      | Wb 4.26 m 全長 9 m | Wb 4.39 m 全長 9 m | Wb 5.56 m 全長 10.5 m |
| エアサスワンステップ |                    | PA-MK25FJ          |                       |
| エアサスノンステップ | PA-MK27FH          |                    | PA-MK27FM             |

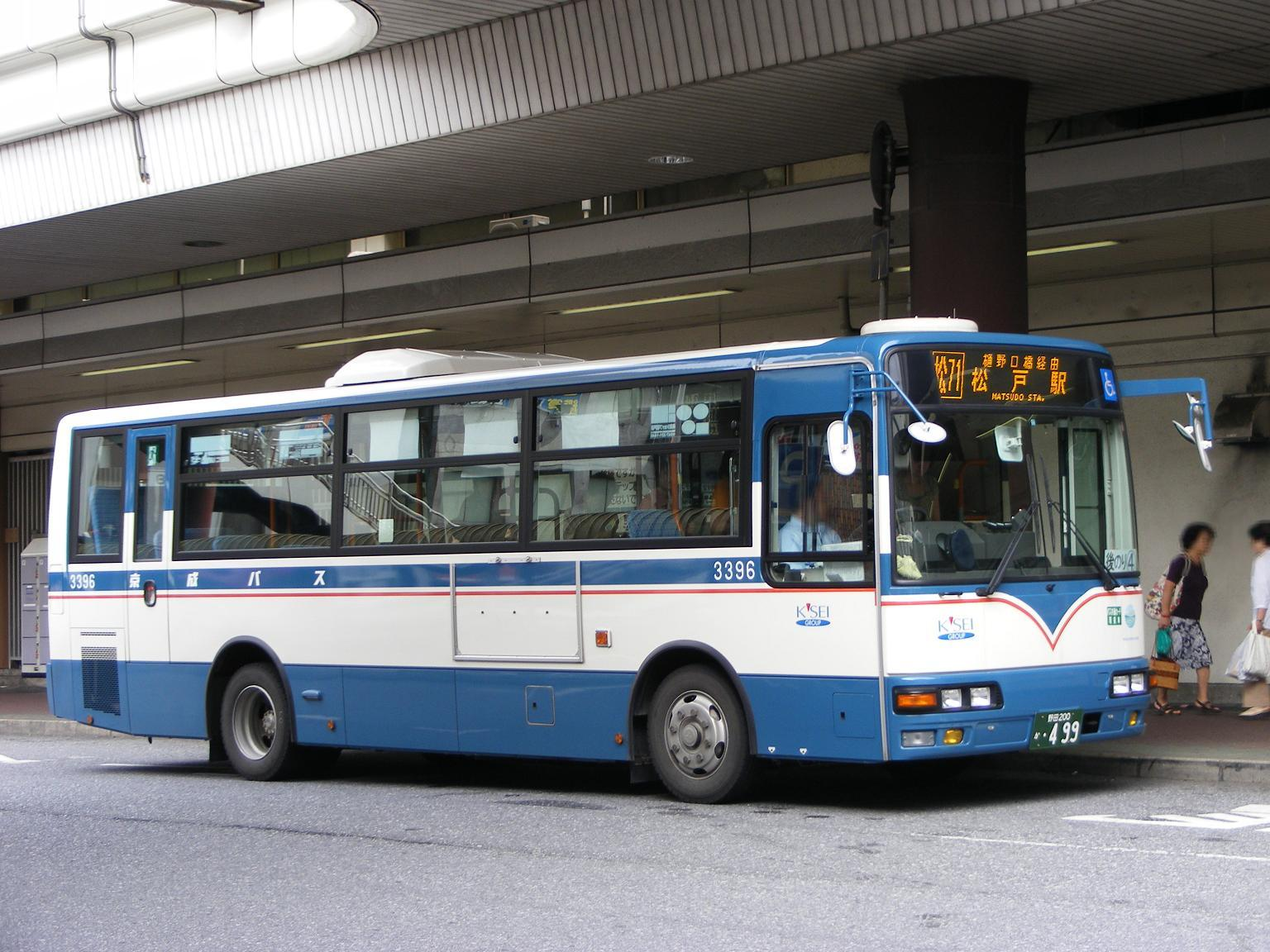
ワンステップ PA-MK25FJ 京成バス
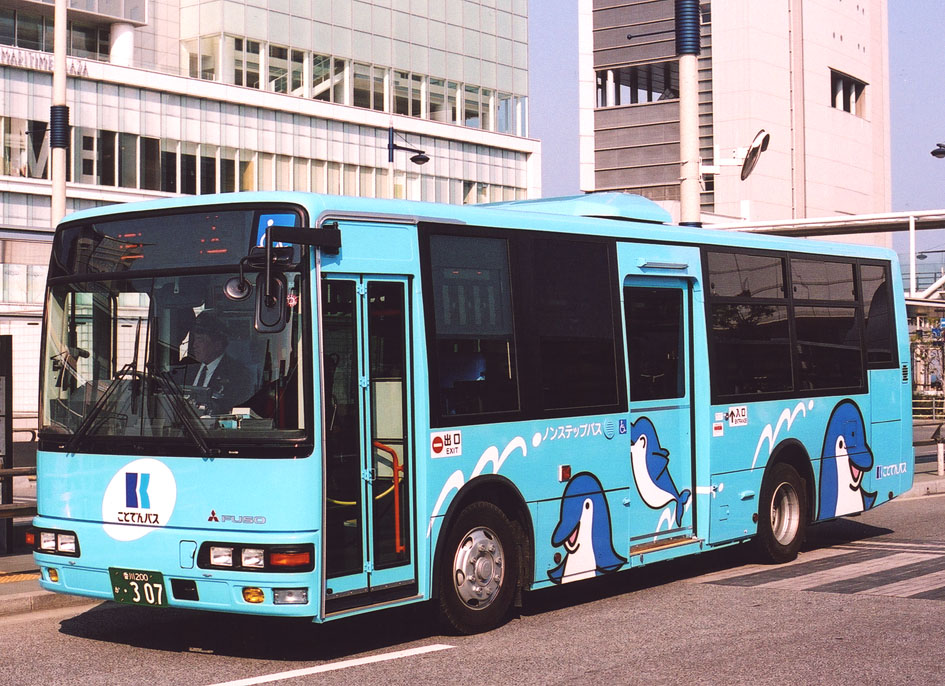
ノンステップ PA-MK27FH ことでんバス
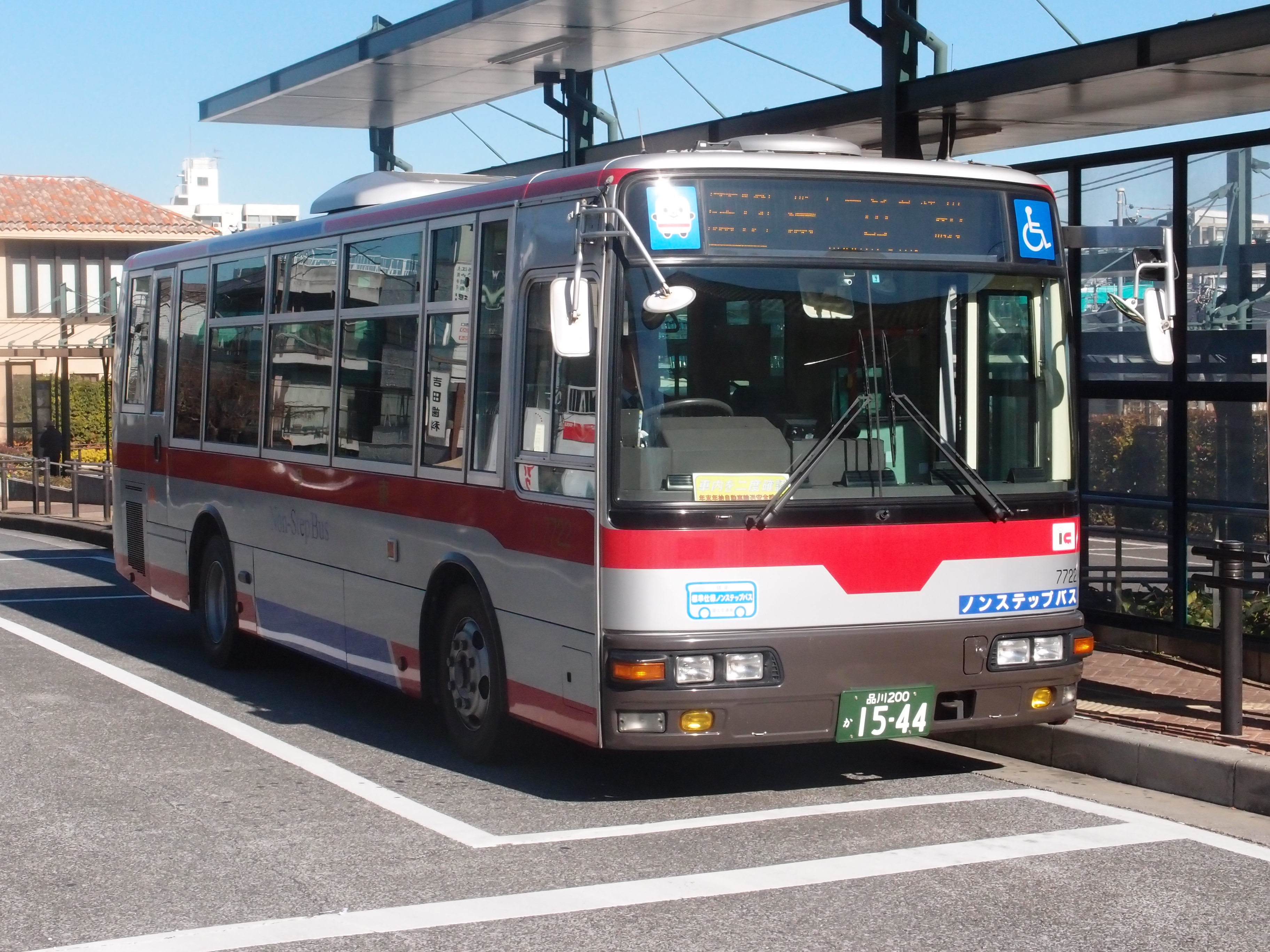
ノンステップ PA-MK27FH 東急バス
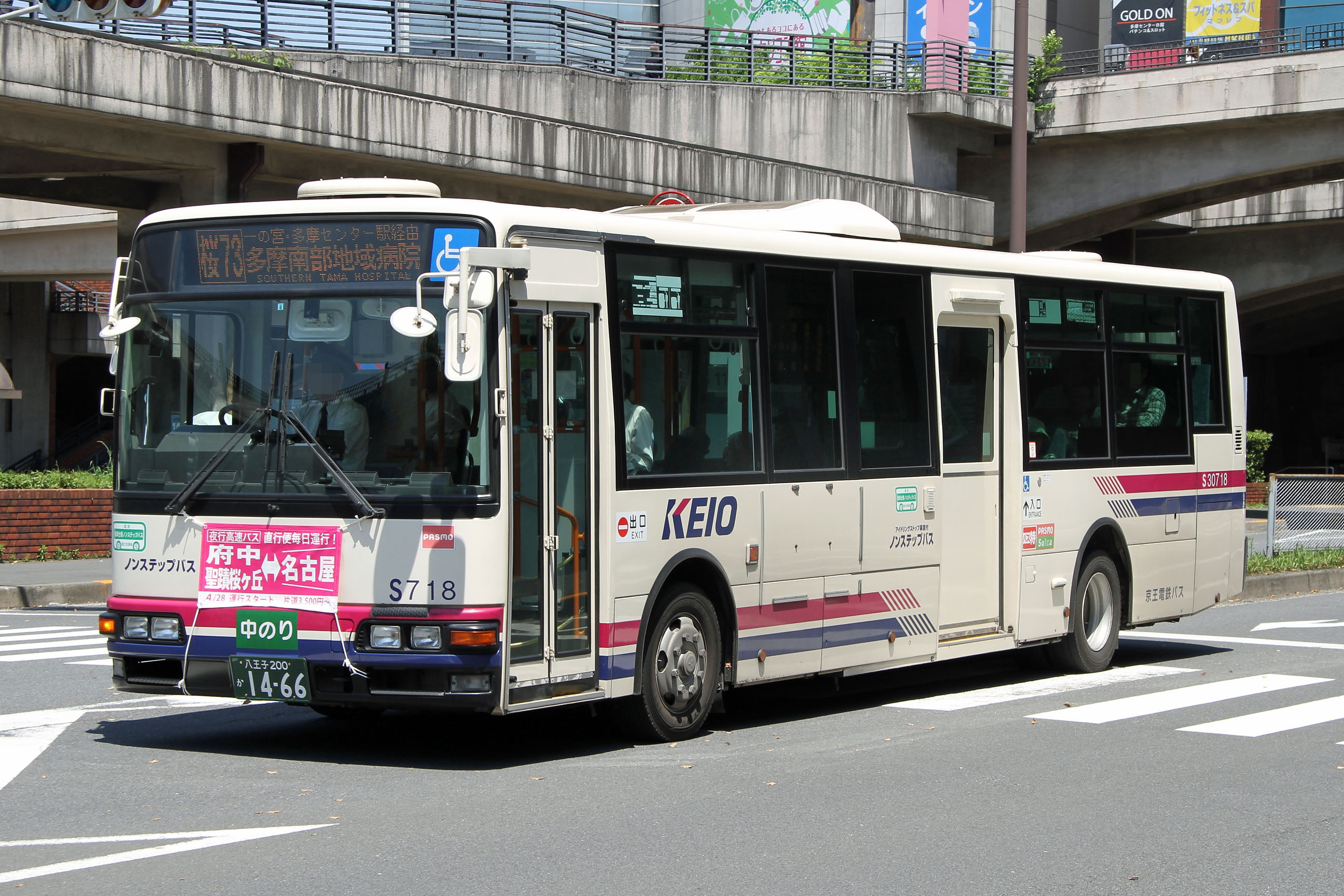
ノンステップ10.5 m PA-MK27FM 京王電鉄バス
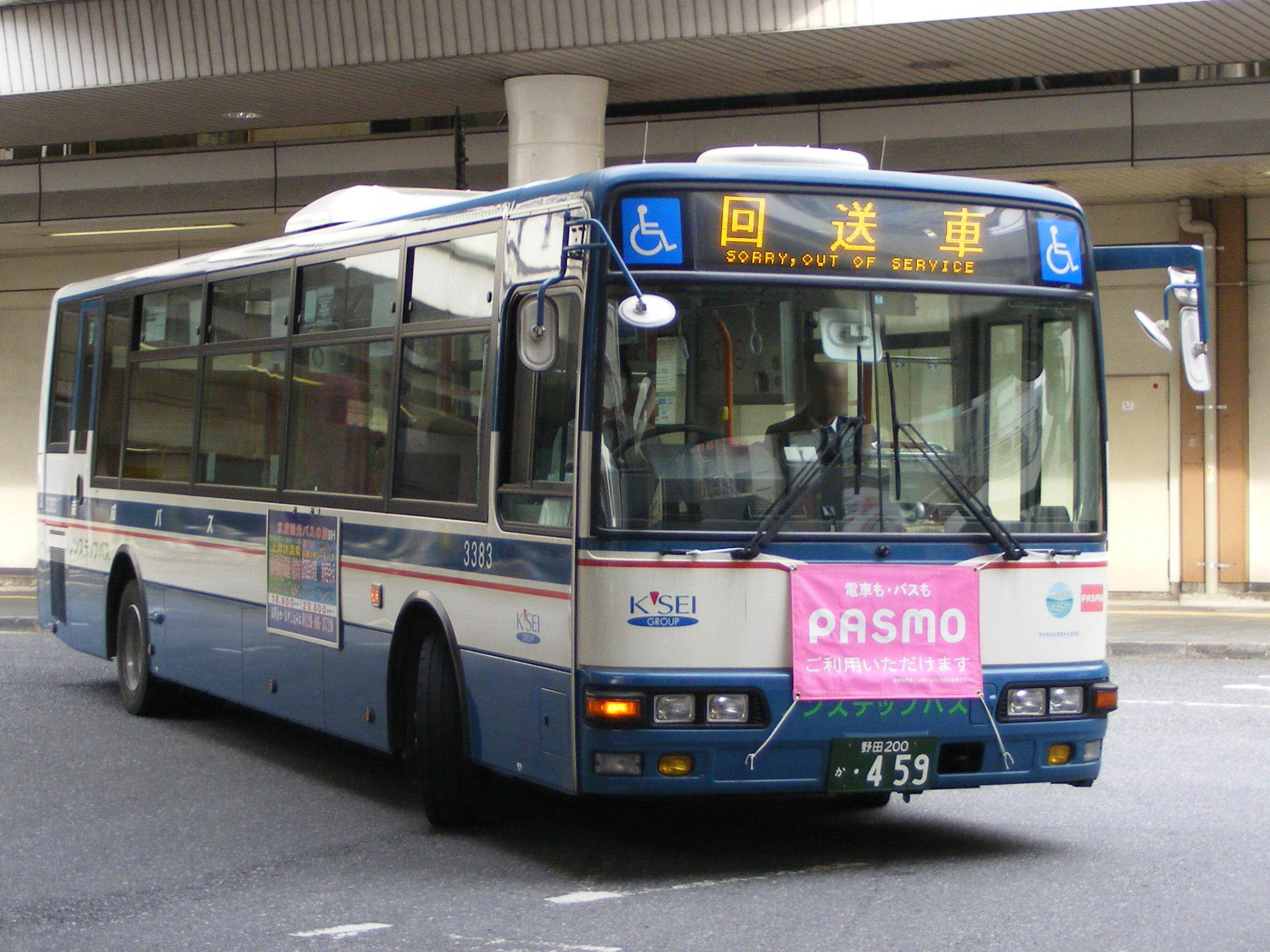
ノンステップ10.5m PA-MK27FM 京成バス

### SKG-MK2系
2011年12月に発売された。PDG-車はエアロミディ-Sとして西日本車体工業で車体を製造していたが、同社の解散に伴い、約4年ぶりに三菱ふそう製シャーシと三菱ふそうバス製造製純正車体との組み合わせとなった。
外観は、2007年まで販売されていたPA-MK系9mノンステップ車とほぼ同等であるが、中扉の位置がPA-代より460mm後方に移動したほか、マフラーの位置がMK218/618系以来となる左側になった。ホイールもJIS規格からISO規格に変更された。また、PA-MKまで、ならびにエアロミディ-Sで設定されていた中型ロング車は廃止された。
ミッションはこのモデル以降、オーバードライブ付き6速MTとなっている。
大型路線バスのエアロスター（LKG-MP系）と同様、BlueTecシステム（再生制御式DPF+尿素SCRシステム）を採用し、新開発の直列6気筒エンジンOHC24バルブの6M60(T3)型(220PS/2200rpm)の搭載により、中型バスとしては初の平成27年度重量車燃費基準を達成した。
いずれもノンステップ車で、型式はSKG-MK27FHである。識別記号を含めると都市型がSKG-MK27FHF、郊外型がSKG-MK27FHFSとなる。

### TKG-MK2系
2012年4月、新エコカー減税対応により排出ガス規制記号が変更され、TKG-代となる。
エンジンはOHC24バルブの6M60(T3)型(162kW/220PS)。ミッションはSKG-代と同じく6速MTである。
SKG-代と同様にBlueTecテクノロジーを搭載し、NOx・PMを大幅に低減。窒素酸化物 (NOx)、粒子状物質 (PM)ともに10%の低減を達成している。
型式はTKG-MK27FHで、識別記号を含めると都市型がTKG-MK27FHFJP、郊外型がTKG-MK27FHFSJPである。
同2012年9月6日、新保安基準・新ワンマンバス構造要件に対応し一部改良を加えて発売した。ただしリコールに関する公式発表によれば、同年4月から発売されていたとのことである。
2012年9月以降の主な改良点は以下のとおり。
- クラス初のブレーキオーバーライドシステムを標準装備し誤操作を防止。
- 運転席に3点多重感知式ELRシートベルト（ショルダーアジャスタ機能付）を採用。
- 新ワンマンバス構造要件への対応（後扉開閉制御の追加、間接確認装置の装備）。
- 尿素水タンクをステンレス製から樹脂製に変更し、タンク容量が7ℓ増の40ℓに増加。
- 車椅子固定ベルトにリトラクタ式ベルトを採用。

2017年に製造を終了している。同年9月、三菱ふそう公式ホームページへの掲載を終了。

## 観光・自家用型
1970年代以降について扱う。

### K/P-MK115/515/116/516系
1979年に路線系と同時に誕生した。車体長のバリエーションも路線系と同様。
1981年には呉羽製車体が全溶接構造のキュービックスタイルに生まれ変わり、標準尺車の車体長が9mに延長されてK-MK116J型となった（短尺車についてはボディスタイルの変更のみで、型式に変化はない）。
さらに1983年にはエアサス車（K-MK516F型/J型）が追加され、間もなく58年排ガス規制対応によって全型式の規制記号が K- から P- に変わっている（例：K-MK116J → P-MK116J）。エンジンはMK115/515がターボチャージャー付の6D14T型（195 PS）、MK116/516が6D15型（175 PS）である。
1986年に7 m車であるMK126Fの登場と同時に「エアロミディ」の愛称が与えられた。

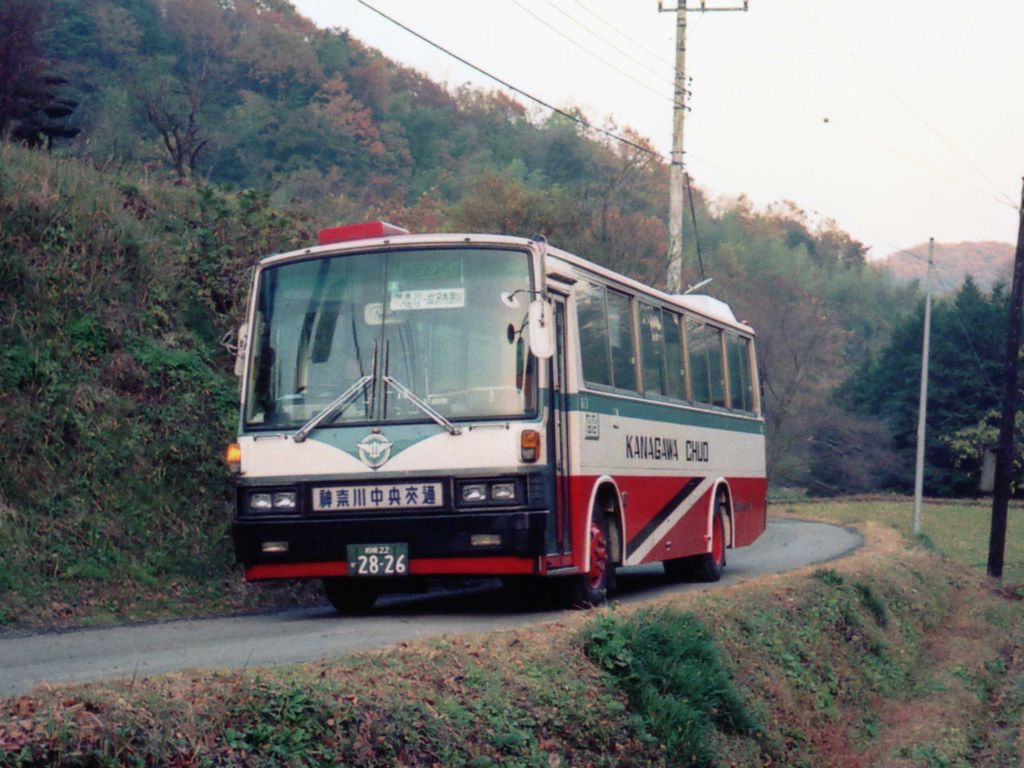
P-MK116J 神奈川中央交通
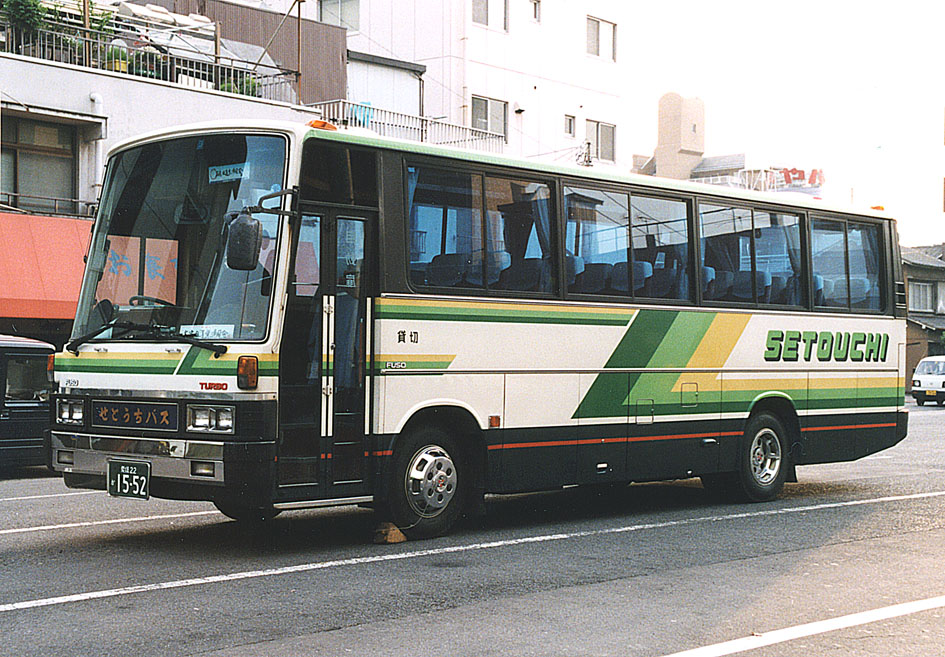
P-MK515J せとうちバス
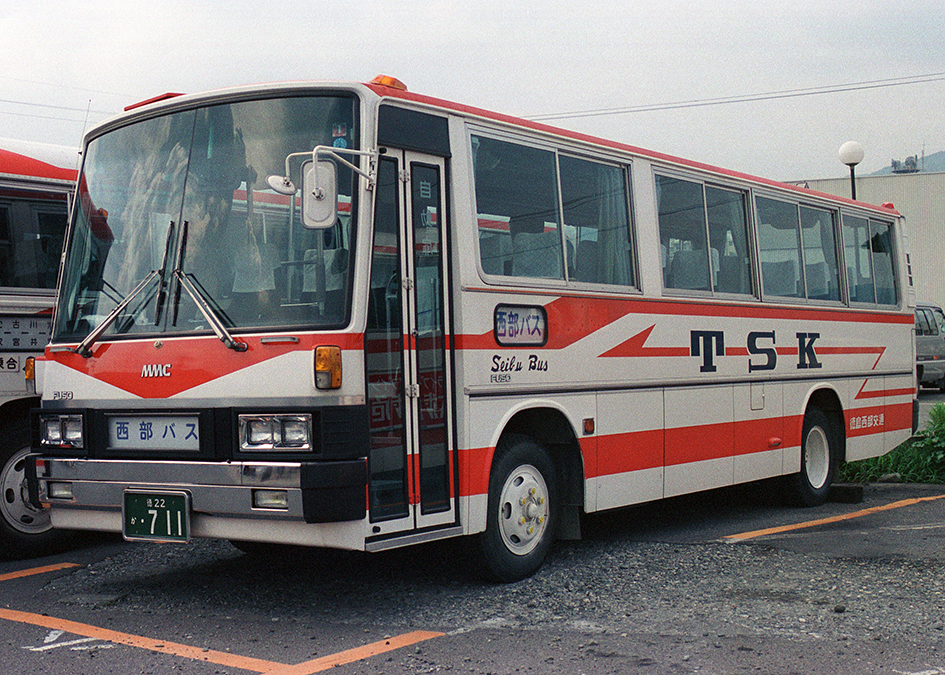
P-MK516J 徳島西部交通
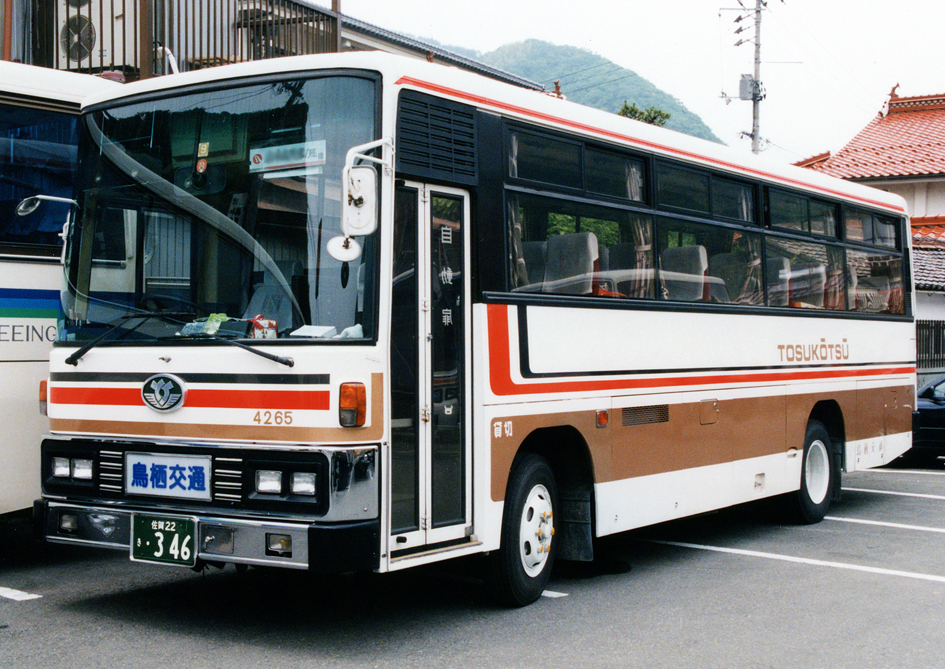
P-MK515J 鳥栖交通 西工58MC S型

### P/U-MK117/517/525/527/595系
1988年に路線系と同時に登場した。排出ガス規制への対応は路線系と同時に行われている。
車体については大幅にモデルチェンジされ、エアロミディシリーズで共通のイメージとなり、CD値は0.58となった。側面窓については「超デラックス観光」仕様では固定窓、それ以外の仕様では引き違い窓が標準となっている。ヘッドランプは角形2灯（廉価グレードは丸形4灯）のものがバンパーに組み込まれた。
MK525/527/595は観光系のみのシャーシとなっており、そのうちMK525/527では前輪独立懸架が採用された。エンジンはMK525/595が最高出力200PS / 2900rpmのターボチャージャー付6D14T型、それ以外は最高出力185PS / 2800rpmの6D16型を搭載している。

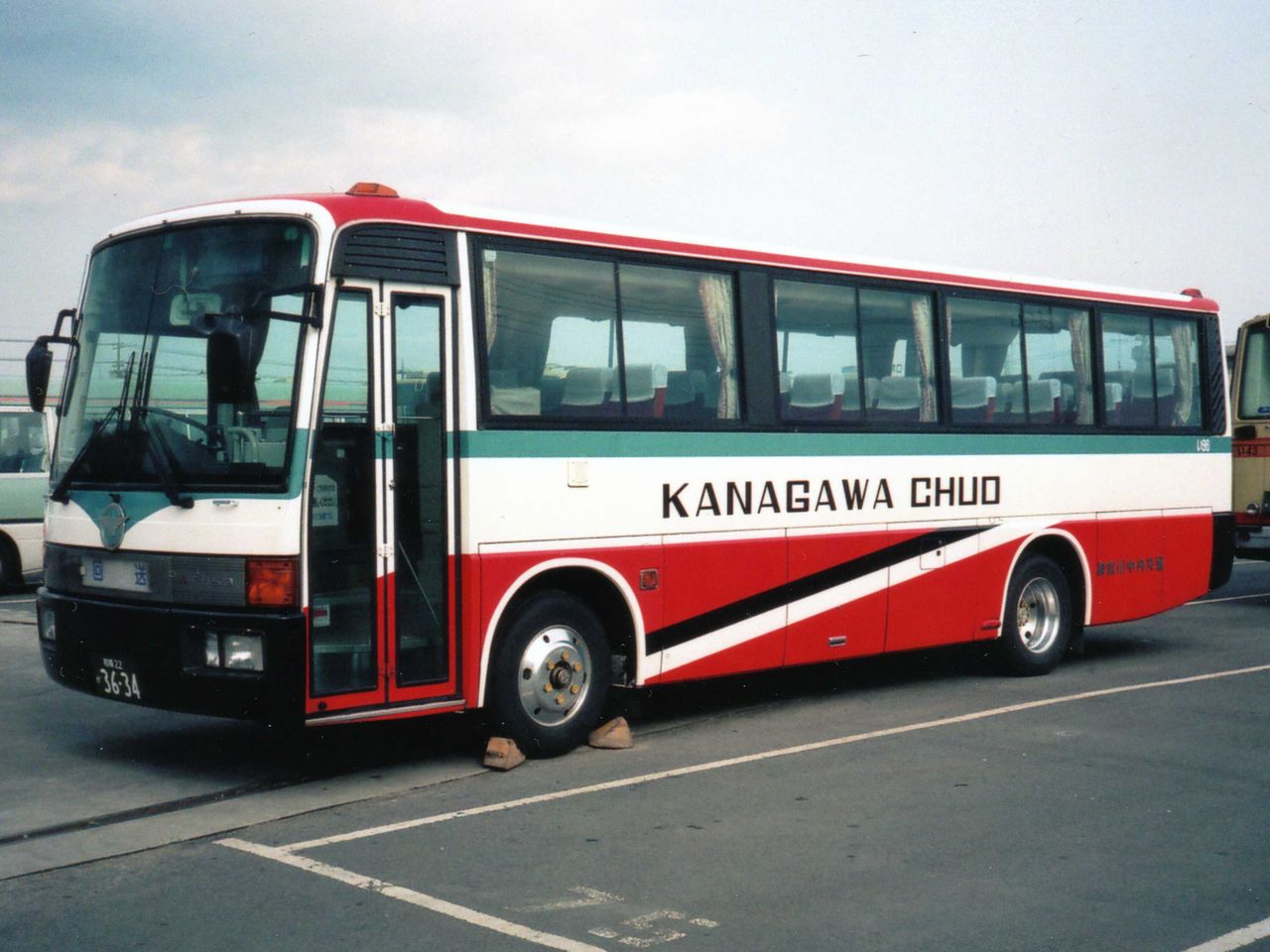
P-MK595J 神奈川中央交通
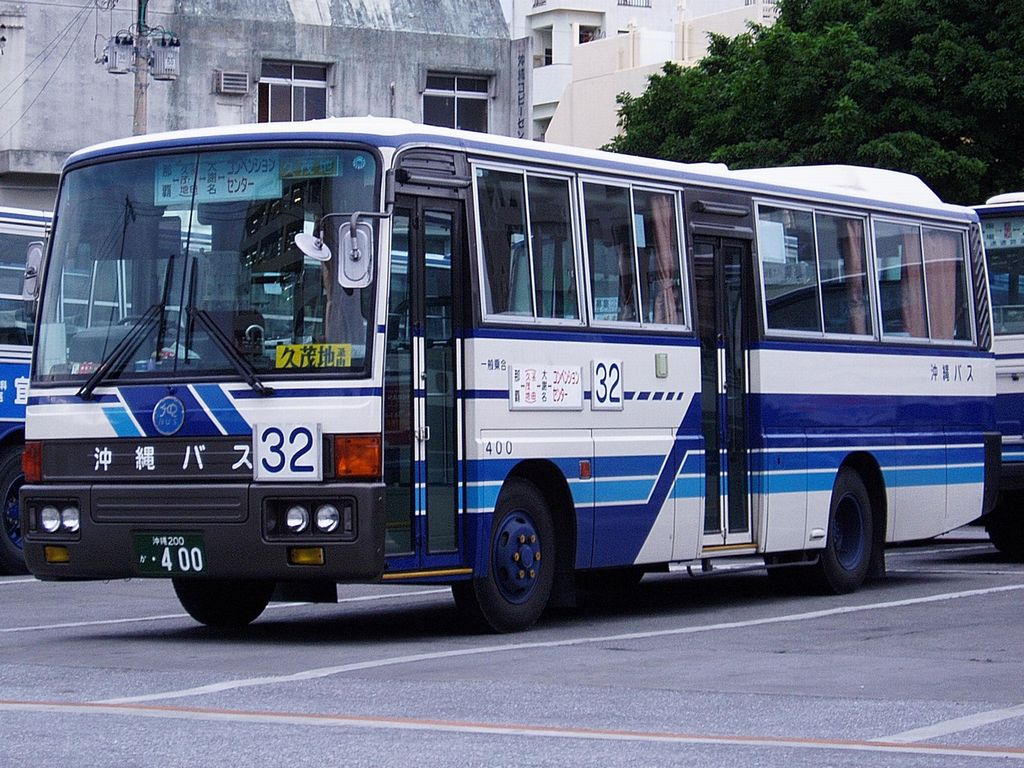
U-MK117J 沖縄バス
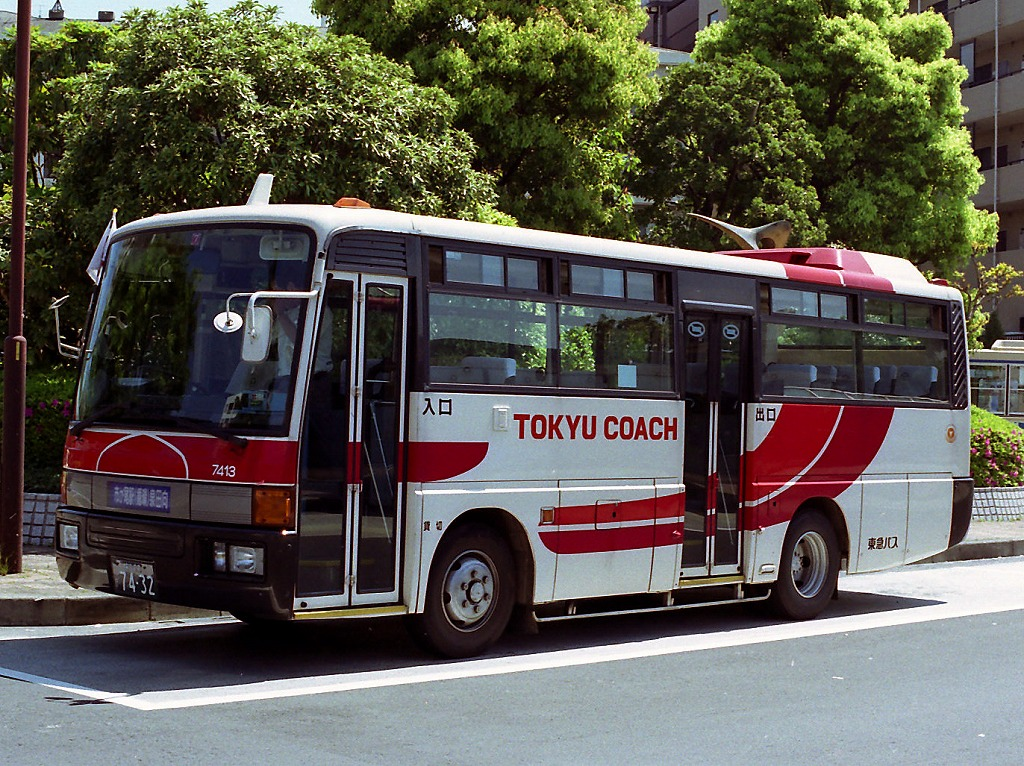
U-MK517F 東急バス
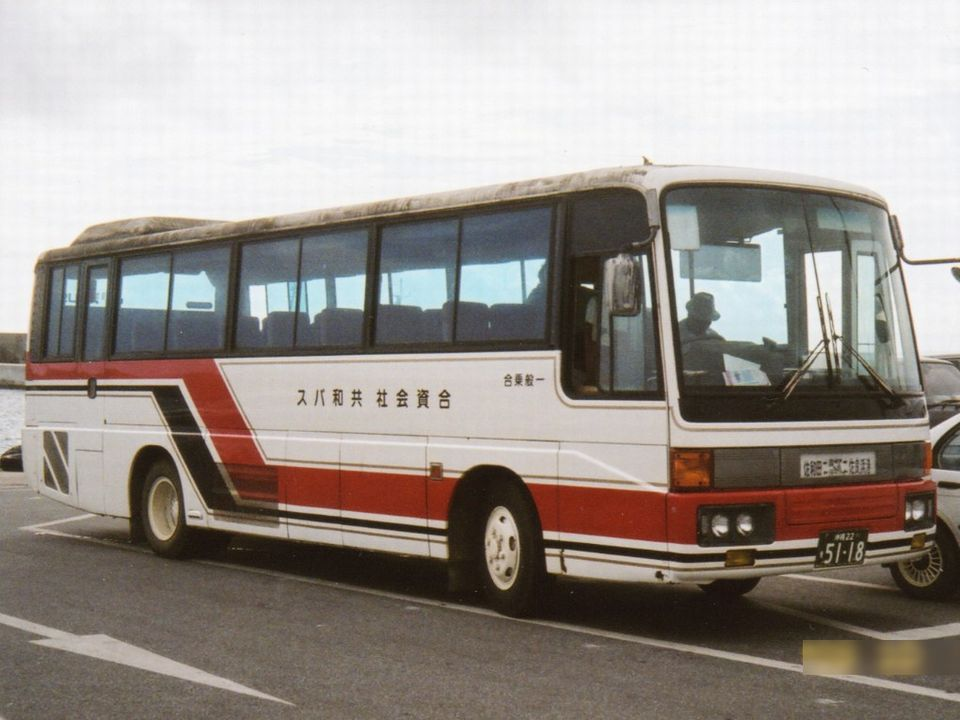
U-MK517J 共和バス
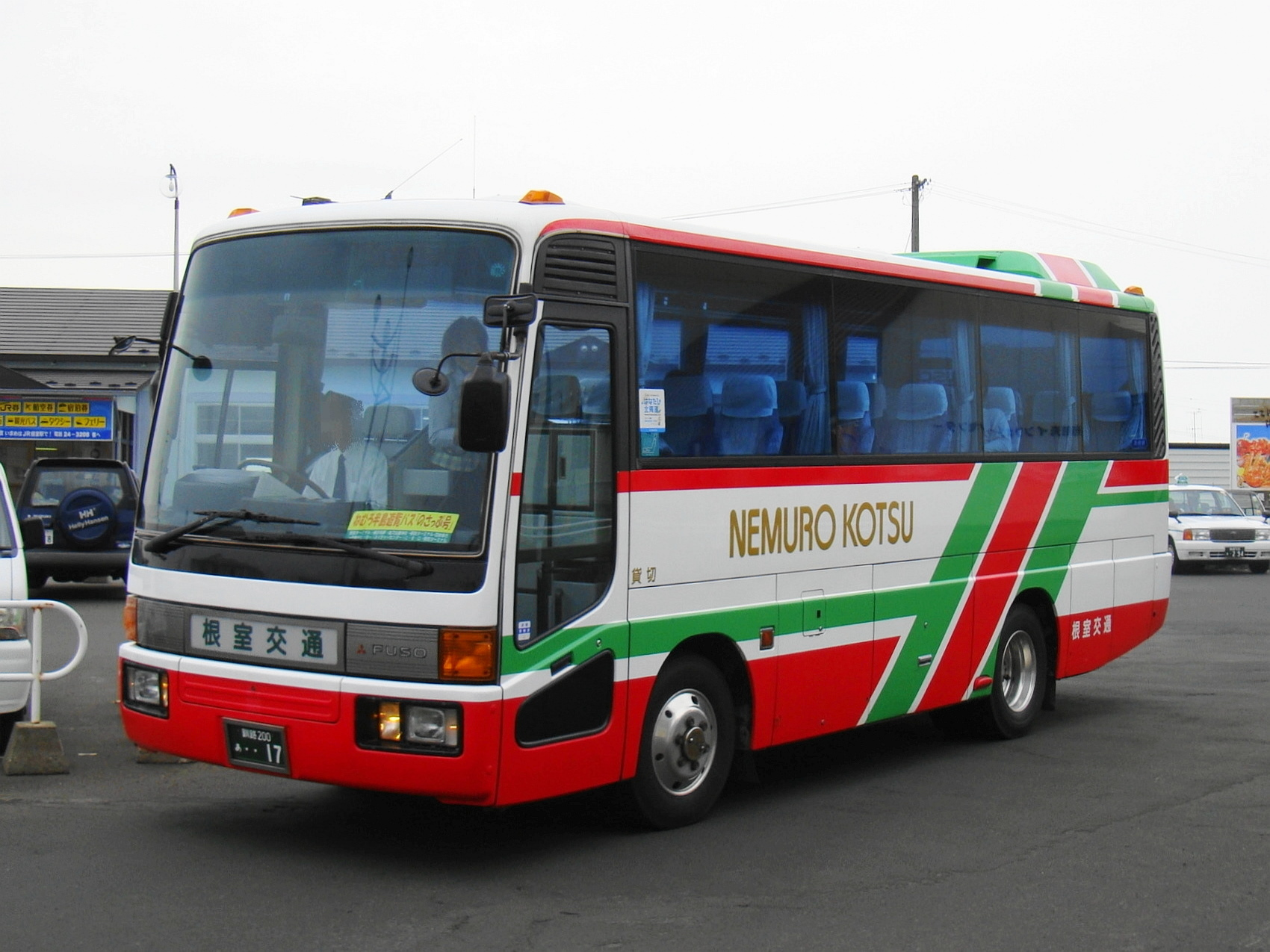
U-MK527F 根室交通

### U-MK218/618系

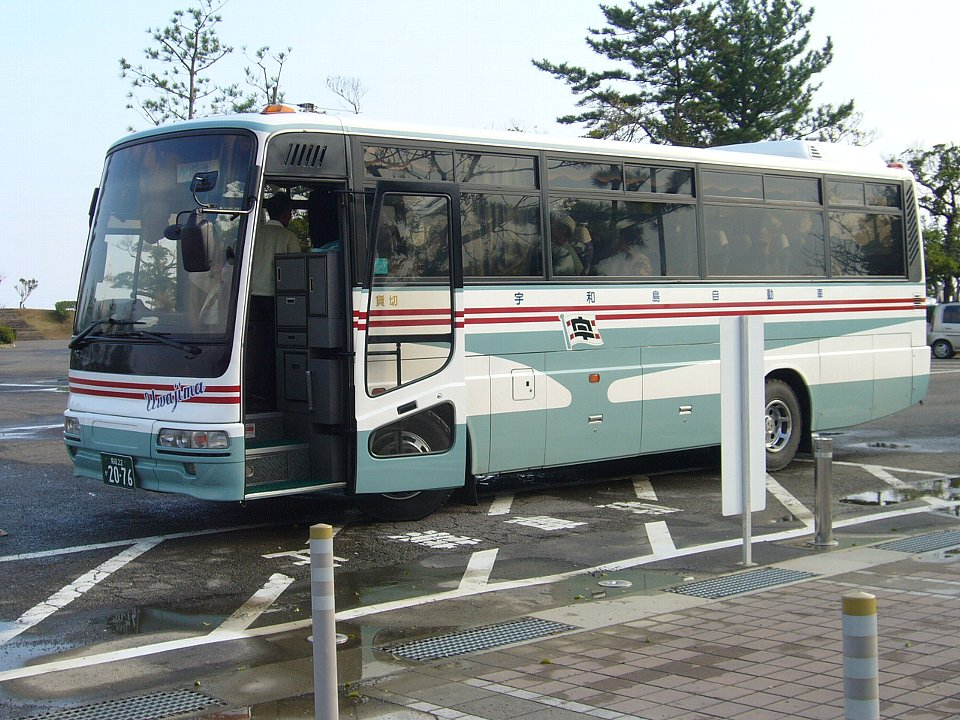
U-MK618J 宇和島自動車

1993年、三菱自動車バス製造製にモデルチェンジ。エンジンは6D15（T3）型（245PS）と当時クラス最高の210PSを発生させるOHV12バルブの6D17型を搭載。
グレードはハイデッカーがEX観光、スタンダードデッカーがSD観光、マスターデラックス、デラックス。
フロントマスクは、ハイデッカーが異形4灯プロジェクターヘッドランプ（前年にモデルチェンジしたエアロバス・エアロクィーンと同等）、スタンダードデッカーが路線型と同じ角形4灯ハロゲンヘッドランプを、それぞれバンパーに組み込んだ意匠に変更された。

### KC-MK219/619系

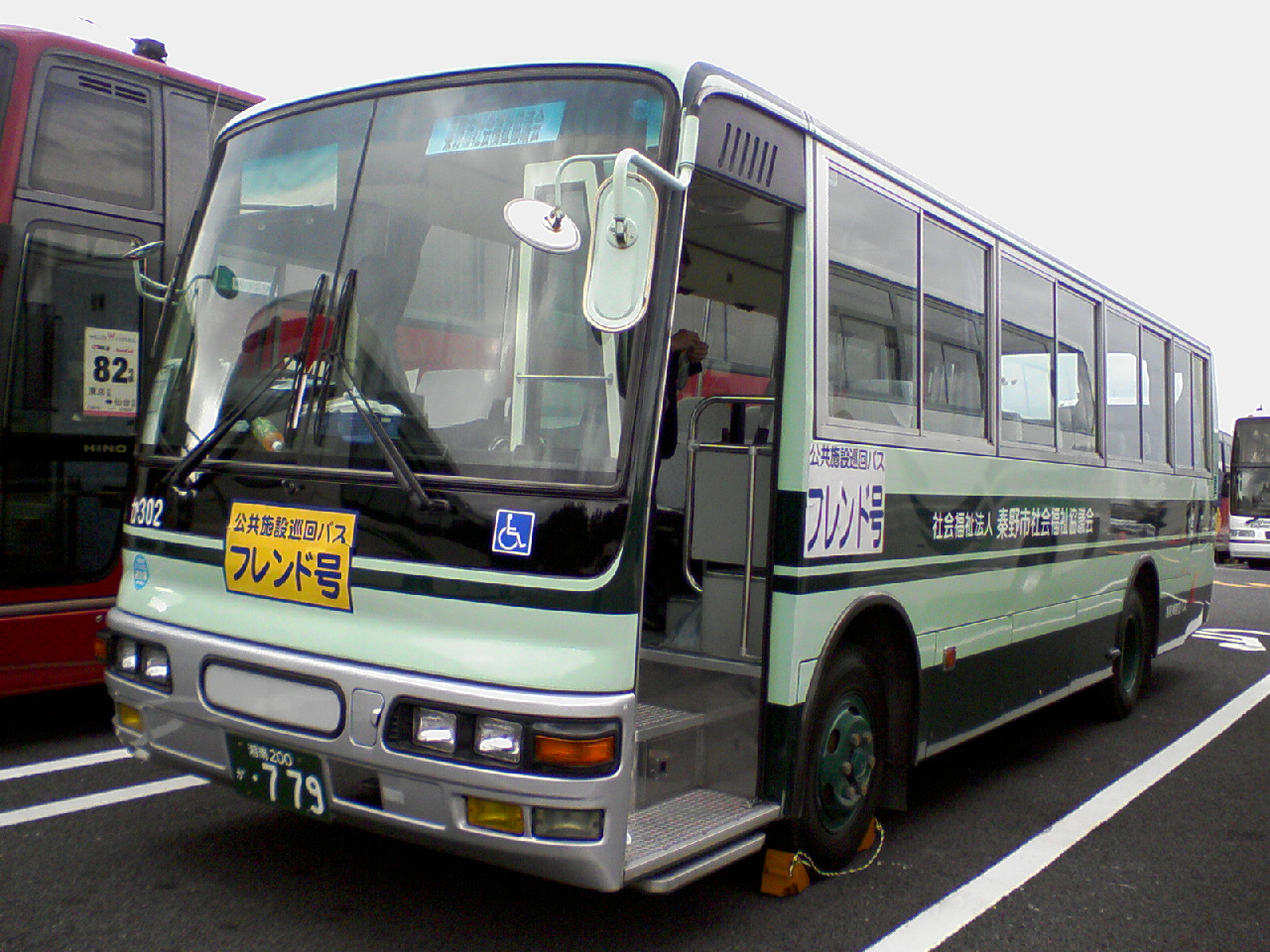
KC-MK619J 湘南神奈交バス

1995年、短期規制（平成6年排出ガス規制）に対応してマイナーチェンジ。
エンジンは、6D16（T5）型（255PS）と従来型より出力が10PS引き上げられた6D17-I型（220PS）を搭載。

### KK-MK26/25H/F系

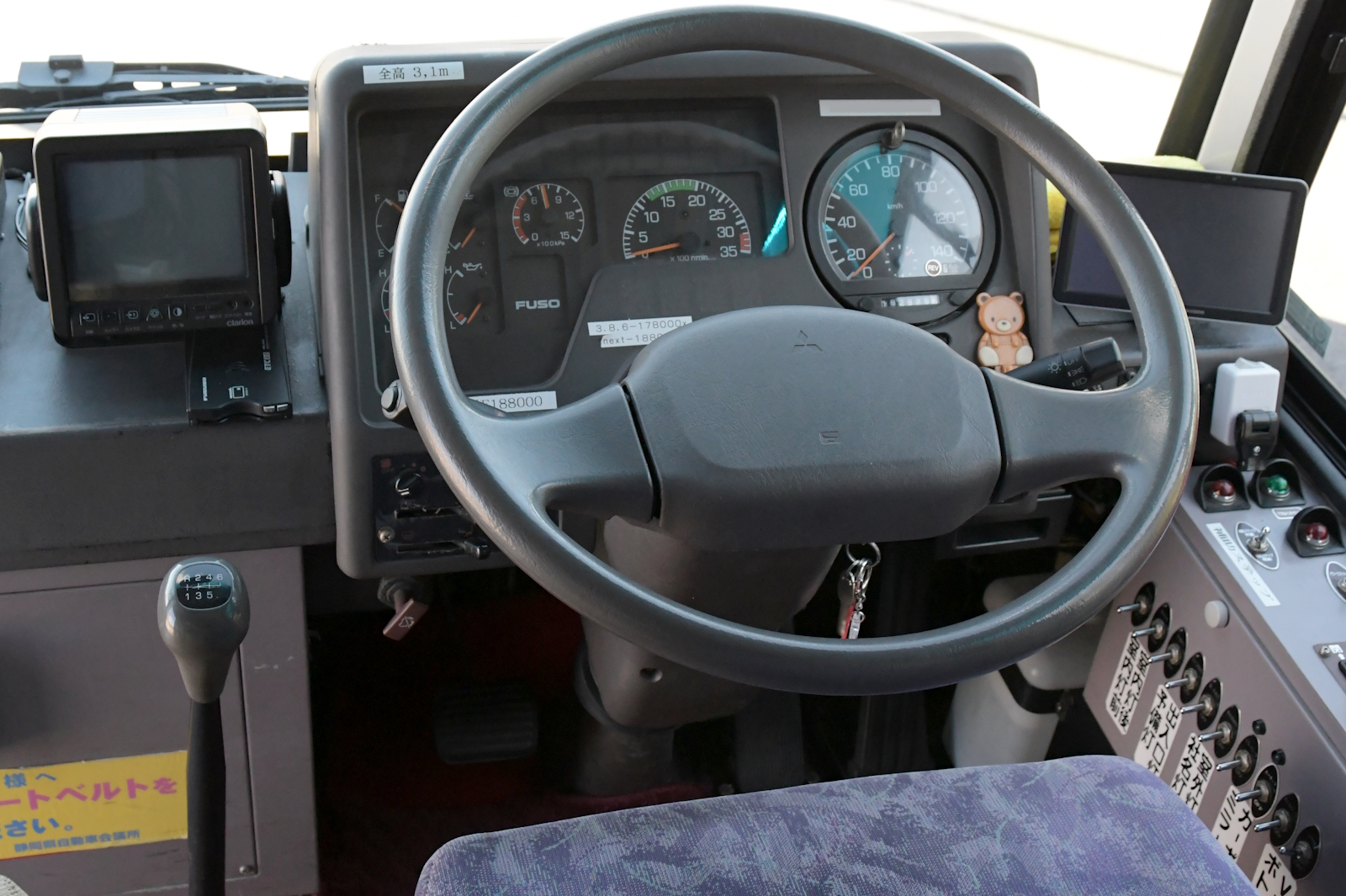
KK-MK25HJの運転席

1999年長期規制（平成10年排出ガス規制）に伴いマイナーチェンジ。
エンジンがOHC24バルブの6M系に変更され、MK26/25F系が6M60（T2）型（270PS）、それ以外が6M61-3型（225PS）を搭載。観光系にABSを標準装備。

### PA-MK26F系

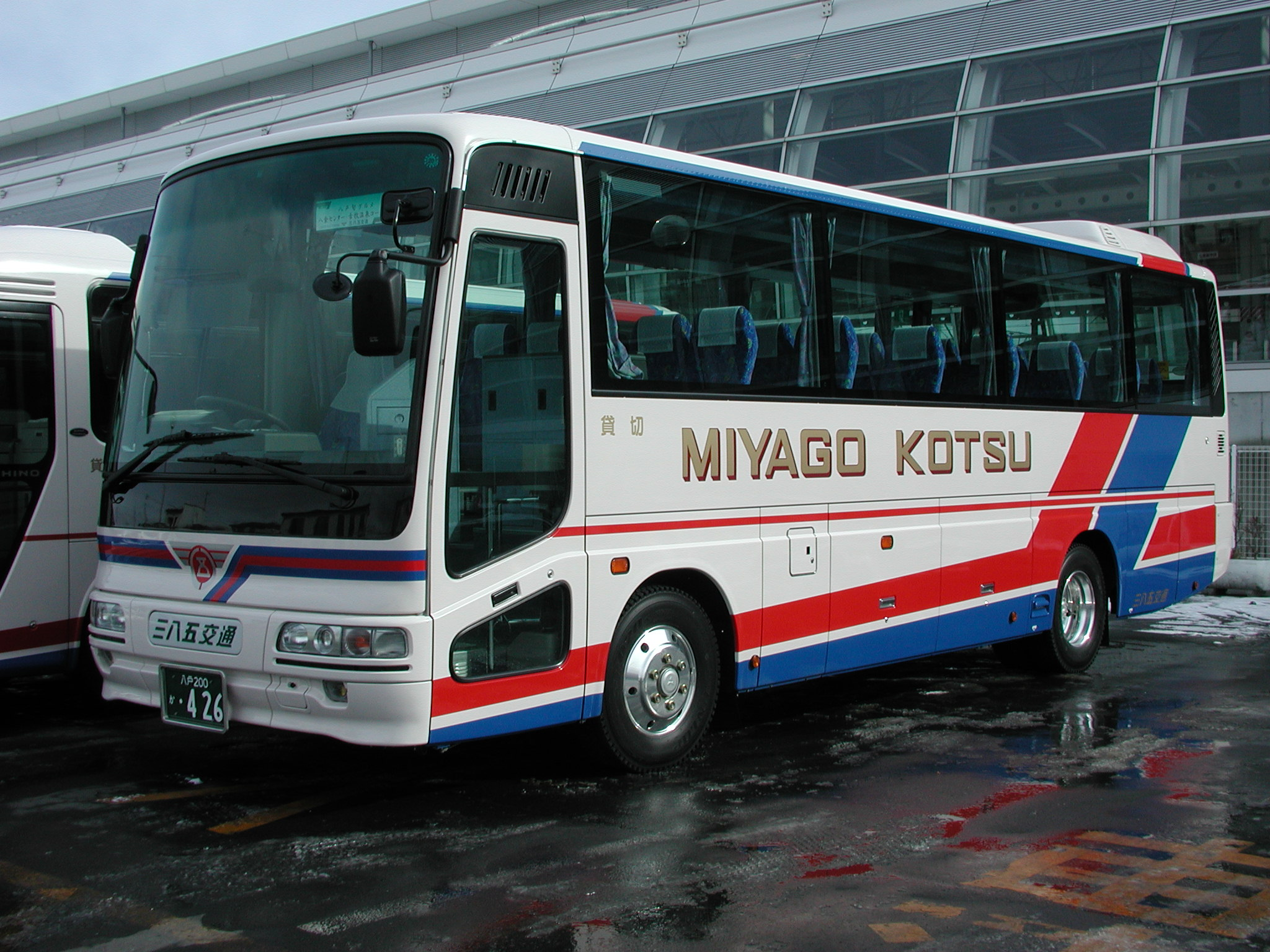
PA-MK26FJ 三八五交通

2005年に新短期規制に適合したこの車種は、三菱ふそうリコール隠しの影響により販売台数が伸びなかった。
搭載エンジンは6M60（T1）型（240PS）。SD観光に代わりハイデッカー廉価版のSA観光が設定され、観光系はハイデッカーに統一。
2007年8月に生産終了。

## エアロミディ-S

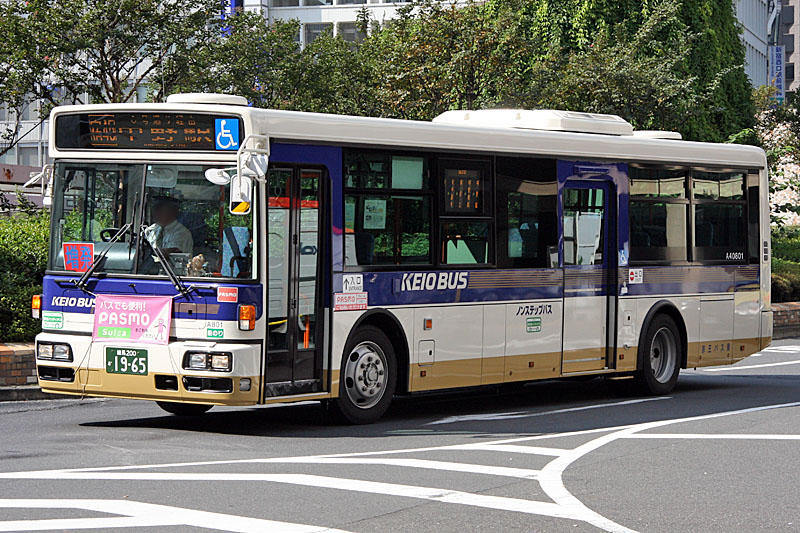
日産ディーゼル・スペースランナーJP (PDG-JP820NAN)。外観は上のエアロミディ-S (AJ) とほとんど差異がない

エアロミディ-Sは、UDトラックス（旧:日産ディーゼル）・スペースランナーシリーズのJP系（10.5m中型長尺車）およびRM系（中型車）がOEM供給された中型路線バスである。三菱ふそうトラック・バスと日産ディーゼル工業の2社がバス製造事業において業務提携を行い、2社の車種が統一されたことにより2008年1月31日に発売を開始した。路線車のノンステップバスおよびワンステップバスのほか、9m自家用車の認可も国土交通省より受けている。
車両そのものの設計・開発は日産ディーゼル工業が行っているものの、エンジン・リアバンパー及び周辺は三菱ふそう側が開発を行っているため、エンジンは今回三菱ふそうが開発したOHC24バルブの6M60(T1)(177kW/240PS)である。また、車体は西日本車体工業製であるが、リアコンビネーションランプはエアロミディMK（PA-代）同様リアバンパー内蔵タイプとなっているため、西工車体（日産ディーゼル）のボディーにふそう風リアビューという折衷スタイルになっている。
車内の銘板が「日産ディーゼル工業株式会社」（2010年2月以降はUDトラックス）になっているほか、エンブレムを装着しない場合には外観での区別は困難であるが、ステアリング・ホイールのロゴで識別できる。
新長期規制（平成17年排出ガス規制）に対応しており、基準に対してPM（粒子状物質）10%減を達成している。再生制御式DPFのほか、高精度クールドEGRなどを使用。
型式は9m車（AR系）がPDG-AR820GAN、10.5m車（AJ系）がPDG-AJ820NAN、観光・自家用仕様がPDG-AR820HANとなる。
西日本車体工業の解散に伴い、2010年8月に製造を終了した。

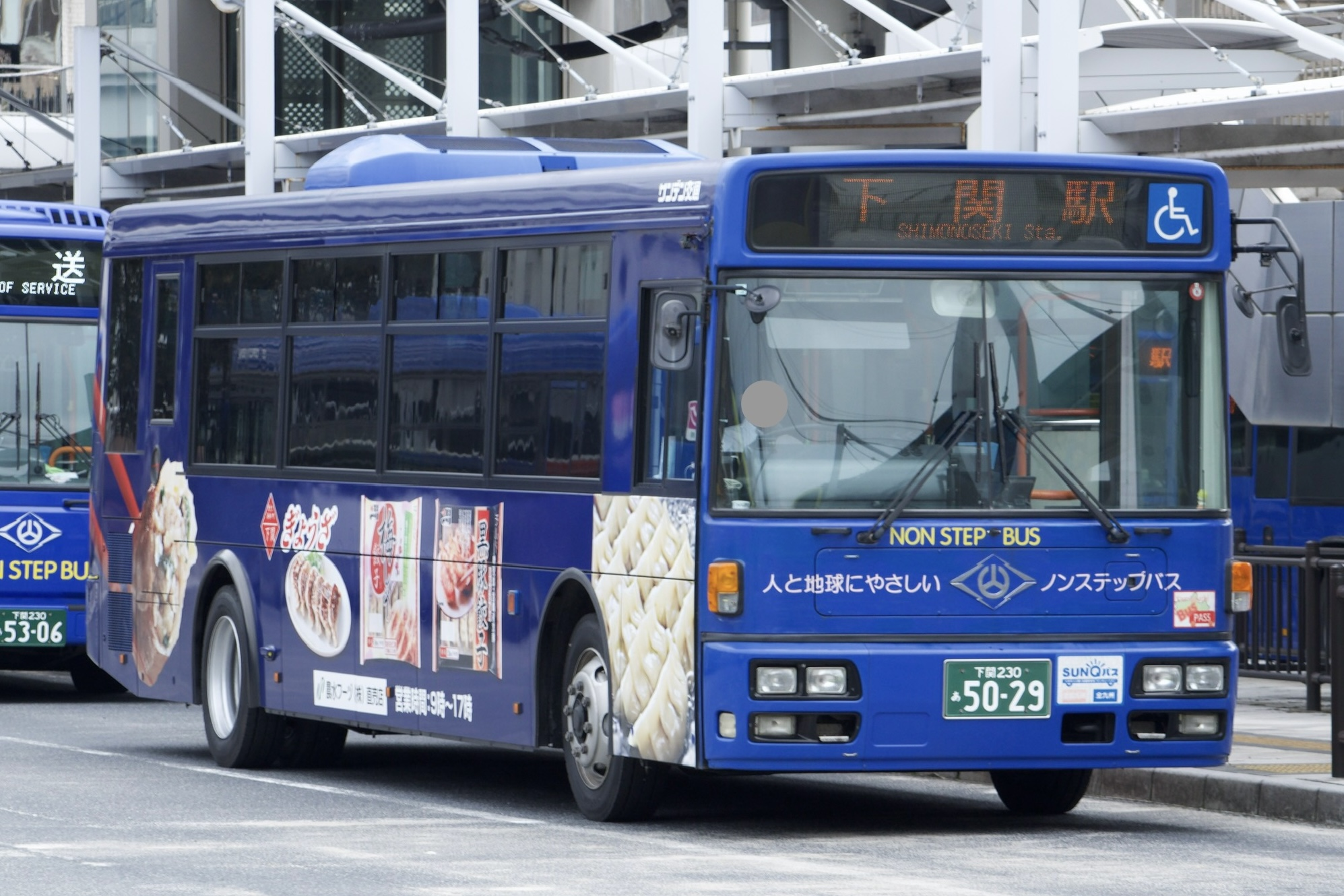
ノンステップバス PDG-AJ820NAN サンデン交通 市販第一号車
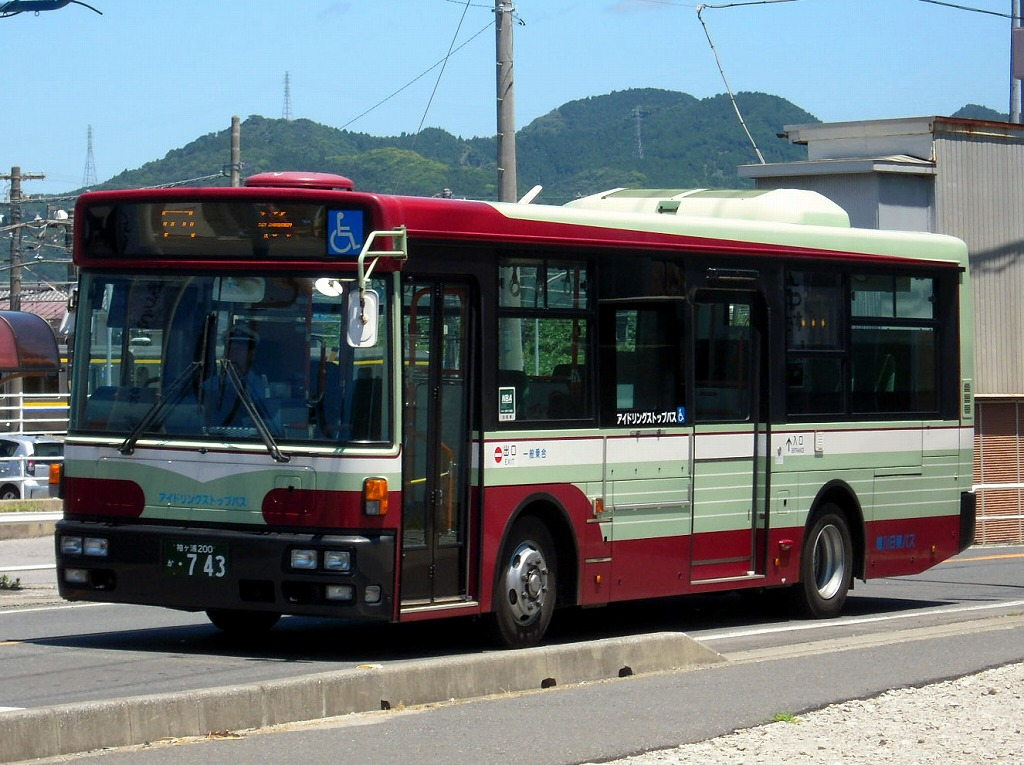
9mワンステップバス PDG-AR820GAN 鴨川日東バス
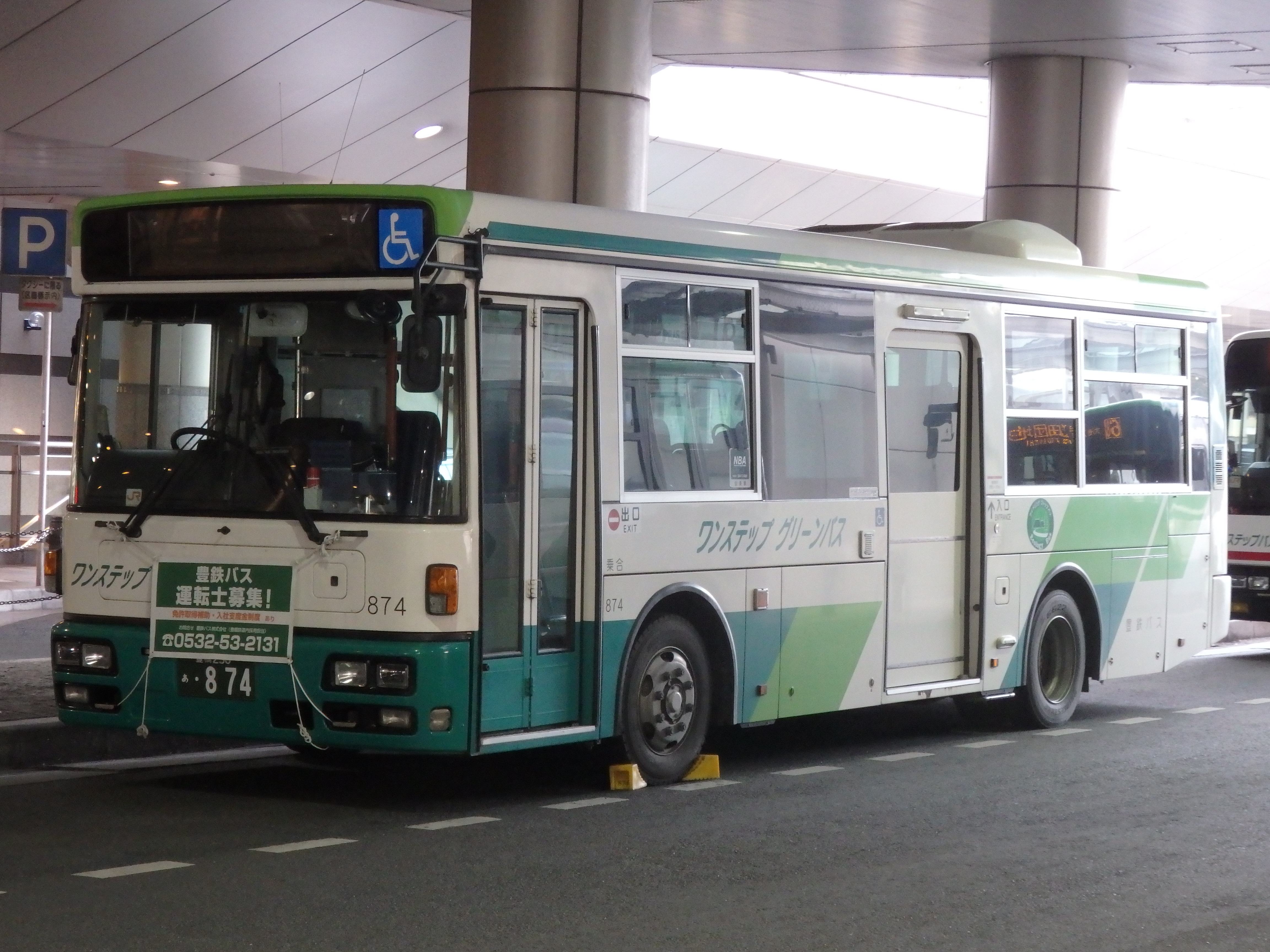
ワンステップバス PDG-AR820GAN 豊鉄バス
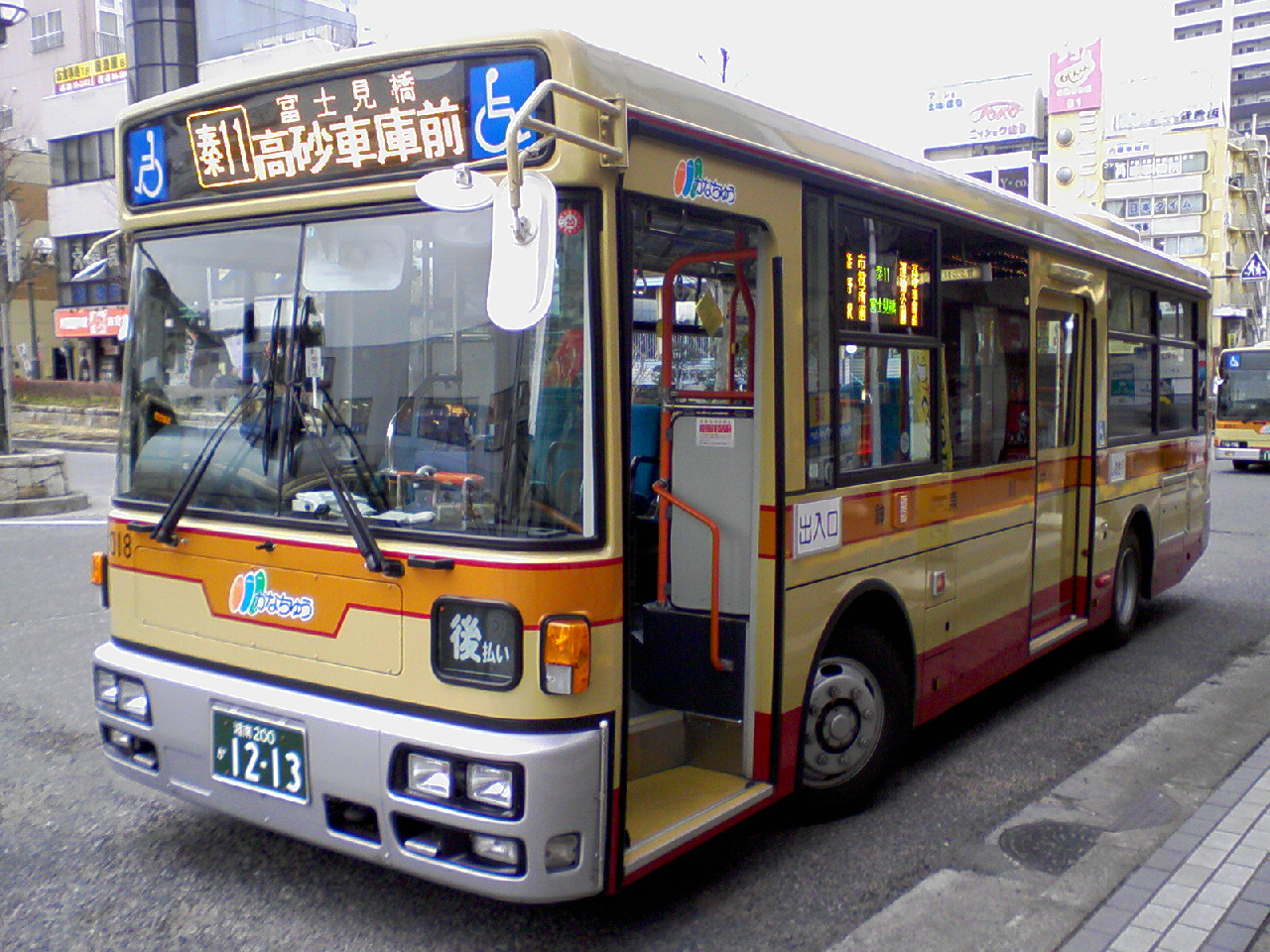
ワンステップバス PDG-AR820GAN 神奈川中央交通
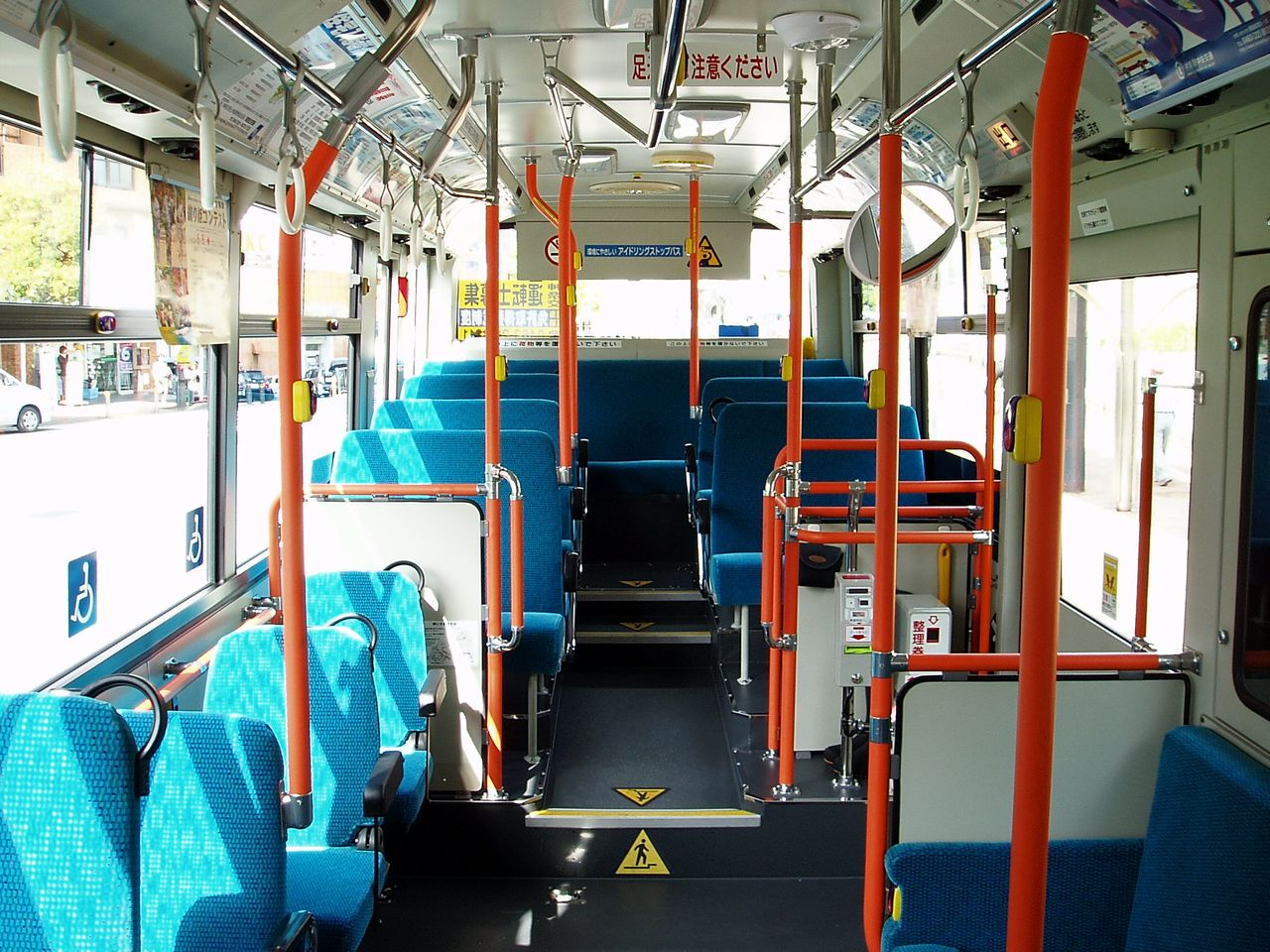
エアロミディ-S (AR系) 車内 神奈川中央交通
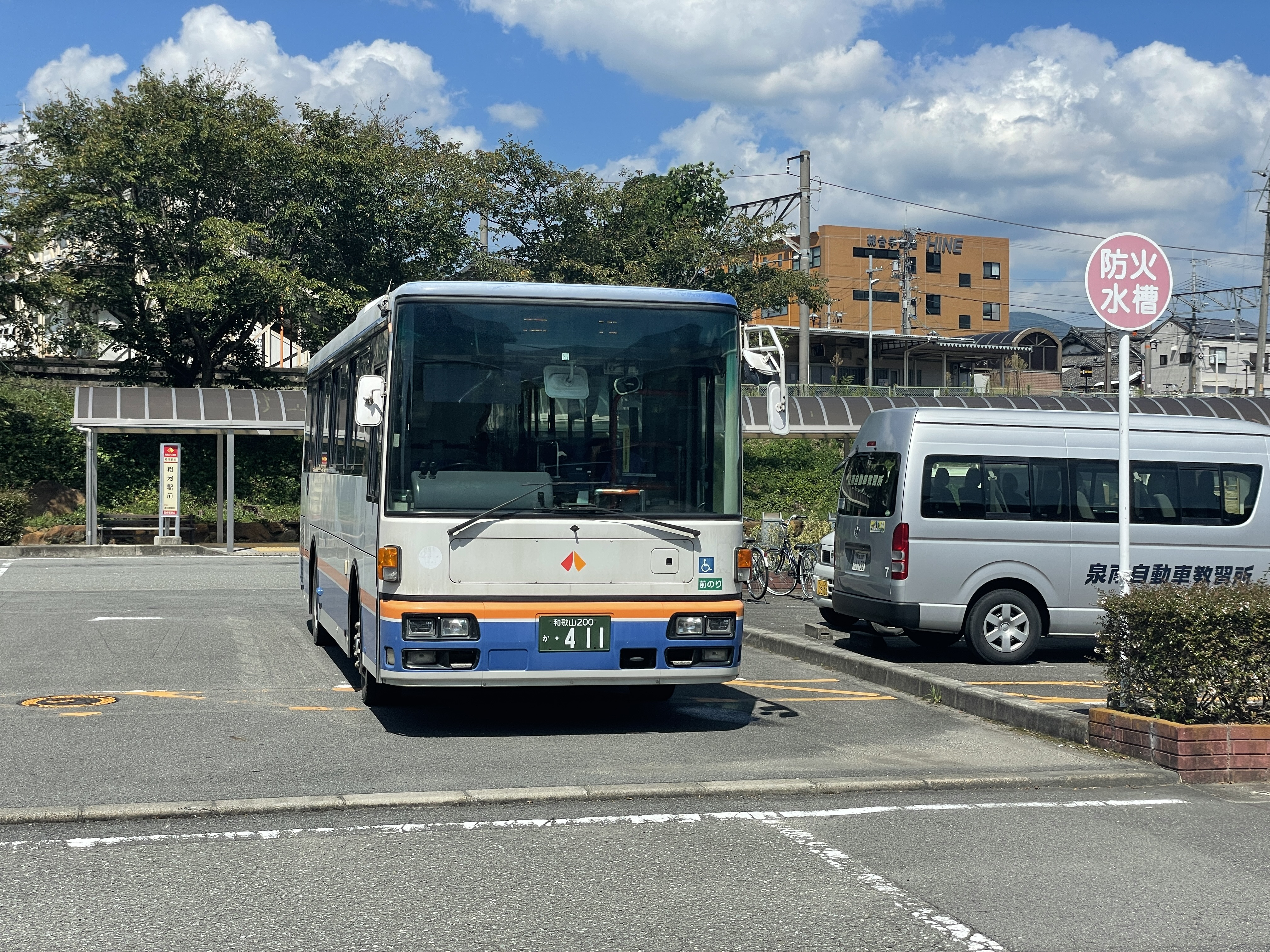
観光・自家用仕様[注釈 3]（フロント） PDG-AR820HAN 和歌山バス那賀
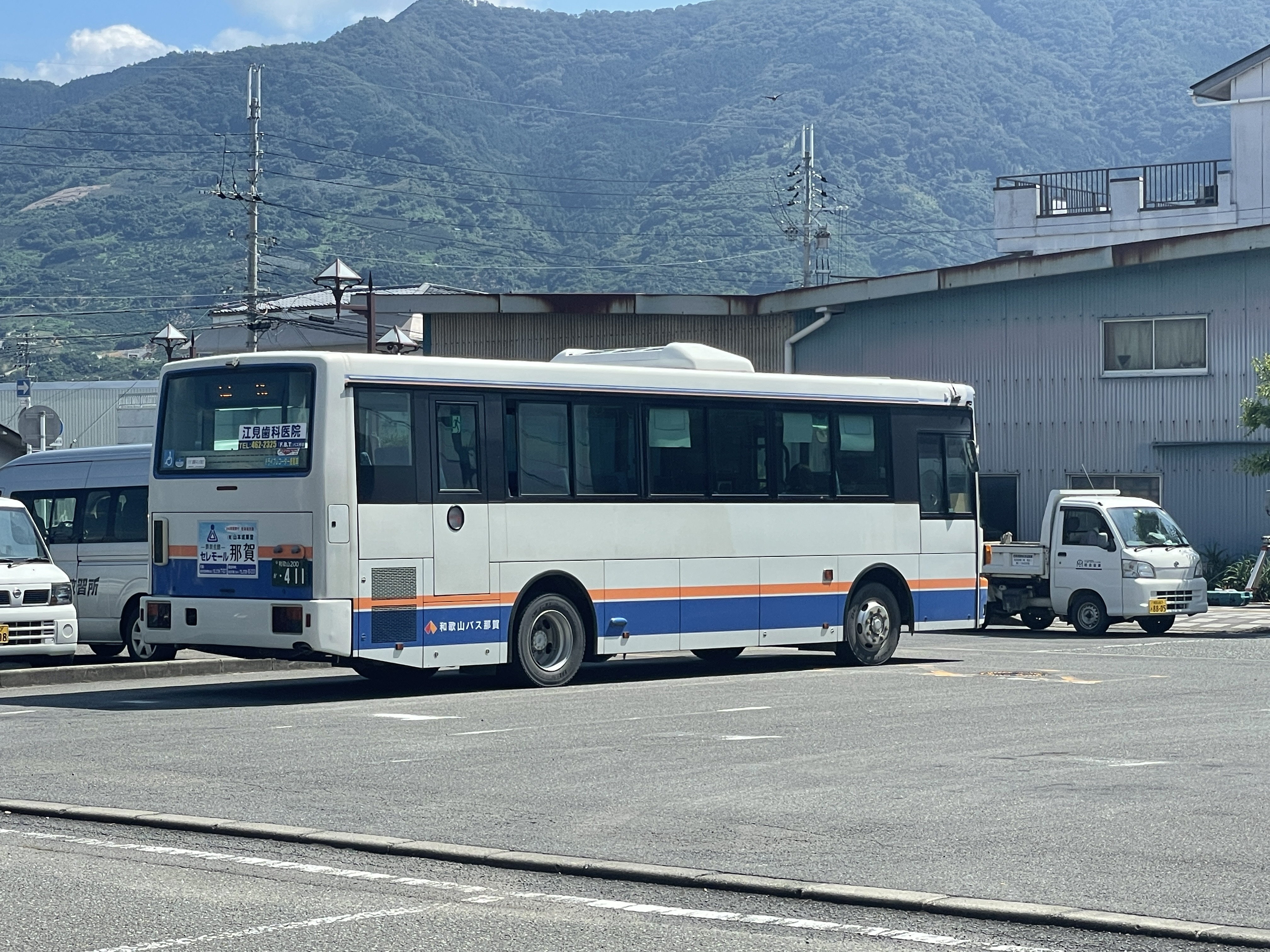
観光・自家用仕様（リア） PDG-AR820HAN 和歌山バス那賀